# Universität Leipzig
Die Universität Leipzig – Alma Mater Lipsiensis – ist eine Universität des Landes Sachsen in Leipzig. Sie ist mit ihrem Gründungsjahr 1409 eine der ältesten europäischen Universitäten und nach der Universität Heidelberg (1386) die zweitälteste ohne Unterbrechung betriebene Universität im heutigen Deutschland. Sie bietet das Fächerspektrum einer Volluniversität an.
Bereits kurz nach ihrer Bestätigung durch Papst Alexander V. im Jahre 1409 wurde 1415 die medizinische Fakultät der Universität Leipzig gegründet, die heute mit 1.300 Betten in 28 Kliniken und Polikliniken das größte Klinikum Leipzigs bildet. Von 1953 bis 1991 trug die Universität den Namen von Karl Marx. Die 1240 erbaute Klosterkirche des Dominikanerklosters St. Pauli, die 1543 der Universität übereignet worden war und den Zweiten Weltkrieg überdauert hatte, wurde 1968 auf Betreiben der SED-geführten Stadtverwaltung gesprengt. An ihrer Stelle steht heute das Paulinum.
Im Wintersemester 2021/22 waren 31.022 Studierende eingeschrieben und es lehrten 452 Professoren an 14 Fakultäten in 17 zentralen Einrichtungen.
Mit der Universität Leipzig sind 20 Nobelpreisträger assoziiert, darunter Theodor Mommsen, Carl Bosch, Werner Heisenberg und Svante Pääbo (2022); weiterhin 6 Humboldt-Professuren und 4 Gottfried-Wilhelm-Leibniz-Preisträger. Zu den ehemaligen Studenten der Universität zählen auch Johann Wolfgang von Goethe, Richard Wagner, Friedrich Nietzsche, Erich Kästner und Angela Merkel.

## Geschichte

### Gründung der Universität

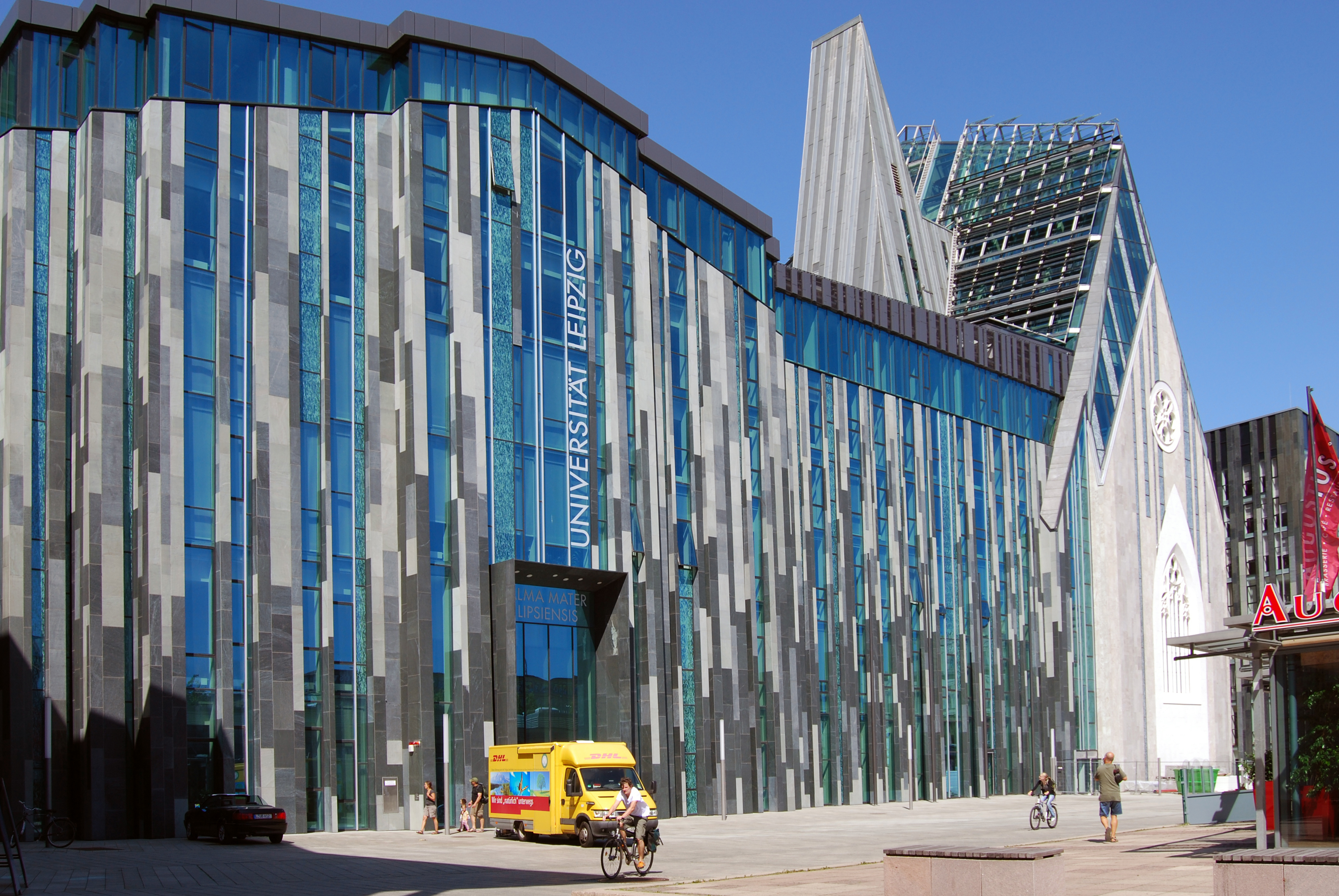
Neues Augusteum, Hauptgebäude der Universität Leipzig (2012)

Nachdem infolge von Streitigkeiten an der Karls-Universität Prag im Zusammenhang mit der Hussiten-Bewegung der böhmische König Wenzel IV. durch das Kuttenberger Dekret die dortige böhmische Nation gegenüber den anderen Universitätsnationen bevorzugte, zogen 1409 etwa 1000 der dortigen deutschen Lehrkräfte und Studenten nach dem in der damaligen Markgrafschaft Meißen gelegenen Handelszentrum Leipzig, wo die Artistenfakultät den Lehrbetrieb aufnahm. Dieser wurde sofort von der Stadt ein Gebäude in der Petersstraße übereignet. Noch 1409 wurde das „Studium generale“ durch Papst Alexander V. bestätigt. Am 2. Dezember 1409 wurde Johannes Otto von Münsterberg zum Rektor gewählt und die Universitätssatzung verlesen.
Die Angehörigen der Universität gehörten nach ihrer Herkunft zu vier Nationen: der meißnischen (der wettinische Herrschaftsbereich), der sächsischen (Nord-/Nordwestdeutschland, Skandinavien, England), der bayrischen (Süd-/Südwestdeutschland, Süd- und Westeuropa) und der polnischen (Schlesien, Ostdeutschland, Osteuropa). Eine gewisse Sonderstellung nahmen die Studenten aus den Lausitzen ein: Diese Studenten wurden in der Matrikel des ersten Semesters keiner Nation zugeordnet, da Unklarheit über ihre Zugehörigkeit herrschte. Auch wenn die Lausitzer in der Matrikel zum folgenden Sommersemester 1410 ausdrücklich der meißnischen Nation zugewiesen wurden, blieben sie bis zum Sommersemester 1414 separat als „de Lusacia“ aufgelistet.
Verfassung und Statuten wurden unter Weglassung der böhmischen Nation aus Prag übernommen. Die Landesherren, Friedrich der Streitbare und Wilhelm der Reiche, bewilligten der Universität anfangs einen Jahresetat von 500 Gulden. Hieraus wurden je Universitätsnation fünf Magister bezahlt. Die übrigen mussten ihren Lebensunterhalt aus Studien- und Prüfungsgebühren sowie anderen Einkünften selbst bestreiten. Die Zahl der Immatrikulierten schwankte in der Anfangszeit zwischen 50 und 200 pro Semester, wobei das Sommersemester immer eine stärkere Frequenz als das Wintersemester aufwies. Im Sommer 1440 begegnet mit 300 neu eingeschriebenen Studenten erstmals eine größere Zahl.
Zu den Studia humanitatis sind in Leipzig spätestens seit 1462 konkrete Überlieferungen vorhanden, die sich u. a. mit den Namen von Peter Luder und Hartmann Schedel verbinden lassen. Von Luder ist die Leipziger Einladung zu seiner Antrittsvorlesung erhalten geblieben. Luder war gewissermaßen der Kristallisationspunkt der humanistischen Bewegung. Mit seinem baldigen Weggang aus Leipzig folgten ihm seine Schüler nach Italien und der Leipziger Humanistenkreis löste sich auf. im Jahr 1479 immatrikulierte sich Konrad Wimpina an der Universität. Dieser widmete der Universität und der Stadt eine in lateinischen Versen gehaltene Beschreibung in den Jahren 1485 bis 1490.
1415 wurde mit ihrem ersten Dekan, dem schon im Oktober 1409 an der Universitätsgründung beteiligten Gerhard Hohenkirche die medizinische, 1446 die juristische Fakultät gegründet. Mit der Fakultätsgründung war offenbar auch das Recht zur Führung eigener Siegel verbunden. Das große Universitätssiegel zeigt die Schutzheiligen des Bistums Merseburg, St. Laurentius und Johannes den Täufer. 1543 wurde die Universität durch Übernahme des ehemaligen Dominikanerklosters mit der Klosterkirche St. Pauli stark erweitert. Zwei Jahre später wurde diese durch Martin Luther als Universitätskirche geweiht. Caspar Borner und Joachim Camerarius stehen als Vertreter der Universität beispielhaft für eine enge Verbindung von Humanismus und Reformation und damit für die Erneuerung der Universität. Diese wurde überschattet durch den Schmalkaldischen Krieg von 1546/47 und den Tod Caspar Borners.
Bis 1544 war der Bischof von Merseburg, zu dessen Diözese die Stadt Leipzig gehörte, als Vertreter des Papstes zugleich Kanzler der Universität. Für die Folgezeit konstatiert Jens Blecher: „Besonders der Landesherr gewinnt nach 1542 als Schutzherr der Universität wesentlich mehr Einfluss, zunächst durch das Besetzungsrecht über die landesherrlich gestifteten Professuren und weiterhin über das Merseburger Bistum und das damit verbundene Kanzleramt. Denn nach dem Tod des letzten katholischen Bischofs begleiten die Wettiner als Administratoren fortan die Geschicke des Bistums.“
Die Universität war Grundherr über mehrere sogenannte Universitätsdörfer bis in das 19. Jahrhundert hinein. Dann ging die von der Universität über diese Dörfer ausgeübte Gerichtsbarkeit an das Kreisamt Leipzig über. Bereits früher verlor die Universität schrittweise ihre wirtschaftliche und akademische Autonomie gegenüber dem Landesherrn. Der Primat des Willens des Landesherrn ist spätestens im 18. Jahrhundert bei Berufungen von Professoren und selbst von Sprach- und Exerzitienmeistern zu belegen, indem er hierbei das letzte Wort hatte; im Promotionswesen lässt sich dasselbe feststellen.

### Kollegien

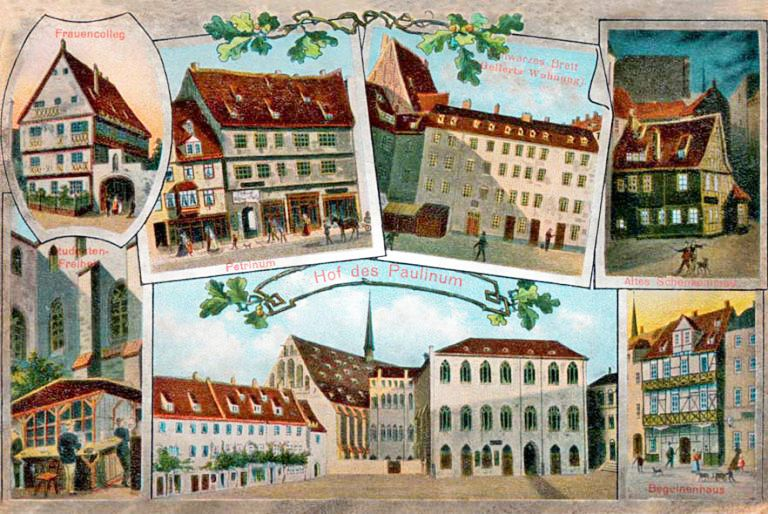
Alte Universitätsgebäude

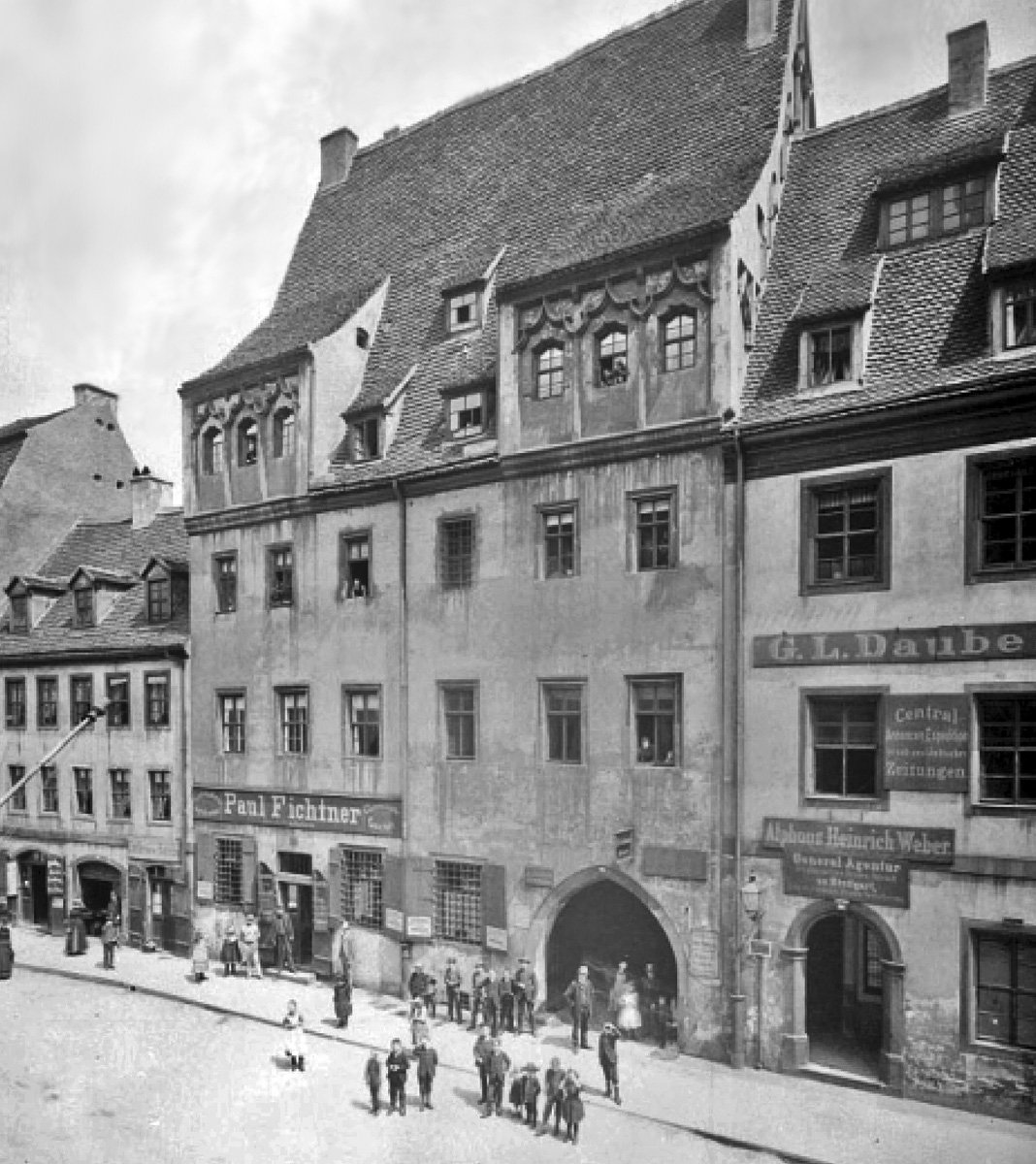
Rotes Kolleg (um 1880)

In den Häusern, die den Kollegien, der Universität oder Stiftungen gehörten, fanden die Lektionen, Disputationen und anderen wissenschaftlichen Veranstaltungen statt und dort hatten die Magister ihre Wohnungen. Diese Häuser waren von Erhebungen, Steuern und Lasten sowie auch von der Gerichtsbarkeit des Rates der Stadt befreit.
Bereits 1409 schenkten die Landesfürsten der Universität zwei Häuser, die deshalb Fürstenkolleg genannt wurden: das Große Fürstenkolleg im Grundstückskomplex zwischen Ritterstraße und Stadtmauer (der heutigen Goethestraße) und das Kleine Fürstenkolleg in der Schloßgasse, das aber schon 1441 in die Ritterstraße umzog. Da die Kollegien für die Anforderungen des Lehrbetriebs nicht ausreichten, wurden von Magistern auch Häuser erworben oder angemietet, in denen sie wohnten und Vorlesungen hielten sowie auch Bursen für ihre Studenten einrichteten.
1416 kam als private Stiftung das sogenannte Frauenkolleg hinzu. Hier studierten nicht etwa Frauen, sondern es erhielt seinen Namen nach einer nahegelegenen Marienkapelle (Unserer Lieben Frau) und hieß eigentlich „Collegium Beatae Mariae Virginis“. Es befand sich auf der südlichen Seite am Ostende des Brühl und wurde erst in den 1850er Jahren für den Bau der Georgenhalle abgerissen. Ein weiteres Kolleg war das dem Frauenkolleg am Brühl gegenüberliegende Bernhardinerkolleg, das als Stiftung des Zisterzienserordens entstand, nur Studenten dieses Ordens vorbehalten war und deshalb zur Reformation verschwand.
1543/44 erhielt die Universität die Gebäude des säkularisierten Dominikanerklosters St. Pauli, welche dann Pauliner Kolleg genannt wurden.
Auf den Grundstücken zwischen Ritterstraße und Stadtmauer entstanden durch Ausbau, Umbau und Neubau weitere Einrichtungen der Universität, so 1513 das Neue Kolleg für die Philosophische Fakultät, das nach einer Erweiterung 1646, möglicherweise nach einem entsprechenden Anstrich, auch Rotes Kolleg hieß. Es blieb auch bei dem Namen, als das Gebäude 1881/92 nach Entwürfen von Arwed Roßbach mit der Front zur Ritterstraße „von Grund aus neu errichtet“ wurde. Damit ging der Universitätskarzer mit seinen typischen Malereien der Insassen verloren. Sie fanden allerdings dennoch Rezeption in der Universitätsgeschichtsschreibung. Der Bau zur Goethestraße hin wurde 1905 erneuert, fiel aber dem Zweiten Weltkrieg zum Opfer.

### Entwicklung bis zum Ausgang des 19. Jahrhunderts

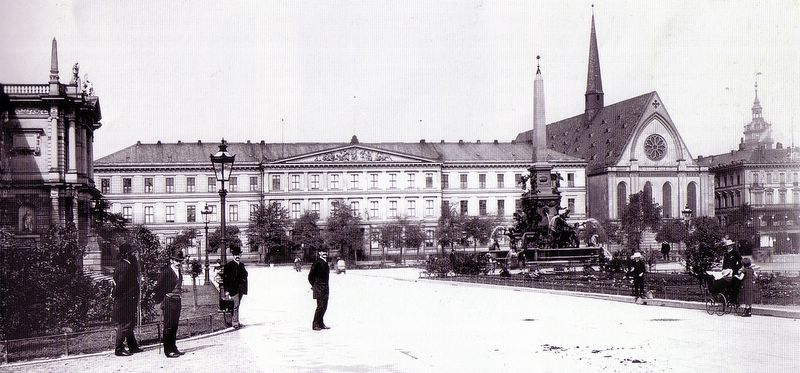
Augusteum und Paulinerkirche (1890)

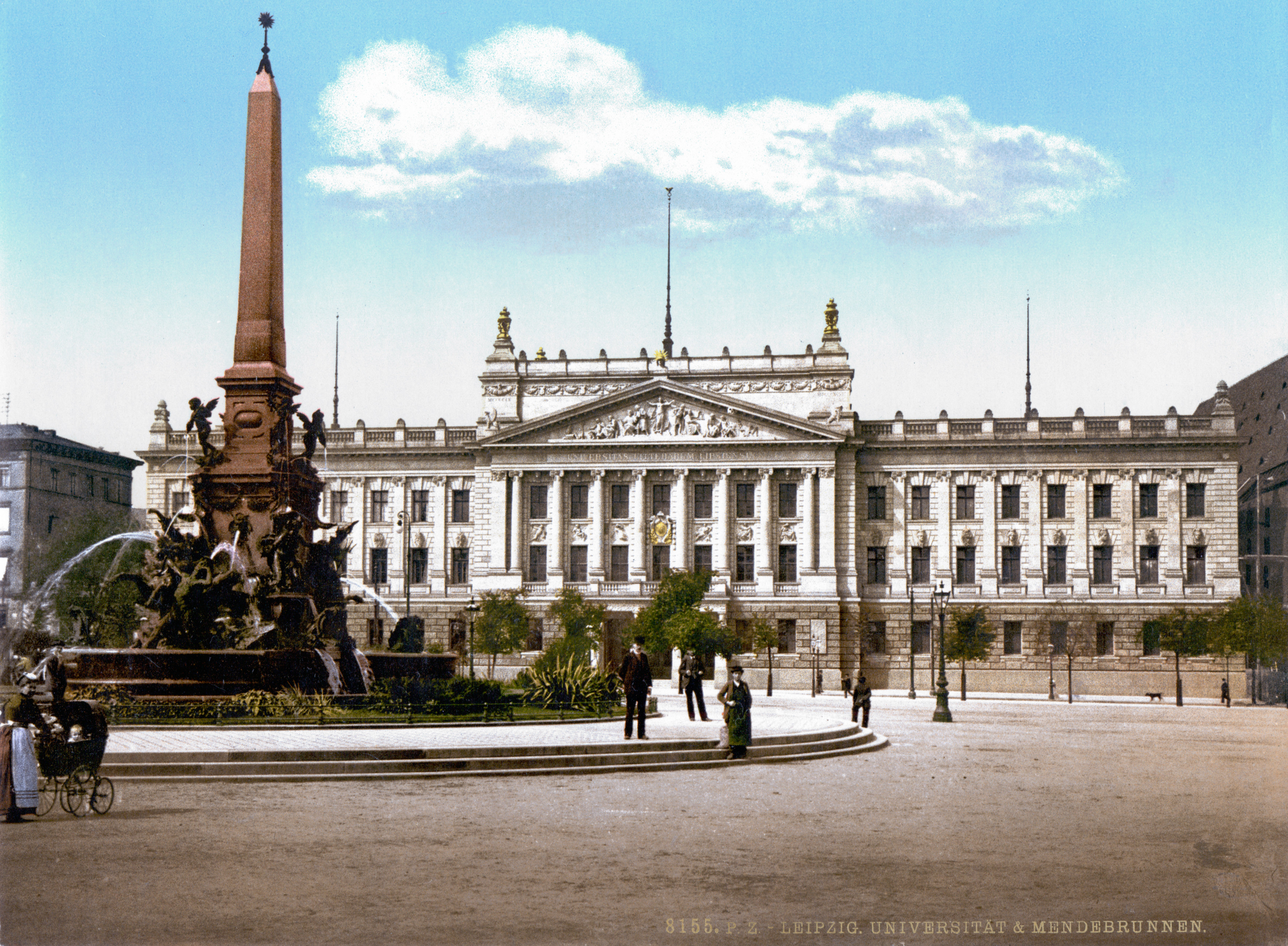
Die Leipziger Universität um 1900

Die Zeit des Barock oder auch des Rokoko war für sowohl für Stadt als auch Universität Leipzig keine unbeschwerte Zeit des Glanzes. Der Dreißigjährige Krieg und die schwedische Besatzung von 1642 bis 1650 hatten auch für die Universität schwer zu behebende Schäden mit sich gebracht, weil ihr die Mittel zu deren Behebung fehlten. Auch der Siebenjährige Krieg stellte für Stadt und Universität eine große Härte dar. Etwas davon bekam u. a. Johann Gottfried Seume zu spüren, wenngleich auch erst in den 1780er Jahren, als ihn hessische bzw. später preußische Soldatenwerber aufgriffen. Für Fechtmeister Friedrich Leberecht Gellert beispielsweise, dem Bruder von Christian Fürchtegott Gellert, bedeutete der Siebenjährige Krieg, dass er ab 1758 sich beruflich umorientierte, weil offenbar die Studenten wegblieben. Aber 1725 begann Johann Christoph Gottsched als Privatdozent. Der spätere Rektor und Professor für Poesie, bei dem auch Goethe vorsprach, strahlte weit über die Universität aus. Dichter, wie Lessing, Klopstock und Goethe, zog es nach Leipzig. Zumindest Letztgenannter war auch bei Christian Fürchtegott Gellert Schüler. Der Geist der Aufklärung fiel hier auf fruchtbaren Boden. Das zeigte sich nicht zuletzt an den Gründungen gelehrter Gesellschaften wie der Societas Jablonoviana. Neben den fachlichen Studien galt des den adligen Studenten auch die Pflege der standesgemäßen Exerzitien wie das Fechten, Reiten und Tanzen. Zu den herausragendsten Vertretern zählten u. a. die Fechtmeister Johann Adolf Ludwig Werner bzw. Gustav Berndt, der Reit- und Stallmeister Johann Friedrich Rosenzweig sowie der Tanzmeister Gottfried Taubert. Auch Sprachmeister und Lektoren der alten und modernen Sprachen rundeten dieses Bedürfnis ab. Die Universitätszeichenmeister Johann Stephan Capieux und Johann Friedrich Schröter waren zugleich Zeichner für das „Anatomische Theater“ als auch Illustratoren für Bücher, welche insbesondere Naturwissenschaftler schrieben beziehungsweise als Lehrer für Zeichnen und Malen für interessierte Studenten. Im 18. und 19. Jahrhundert und später sind nicht zuletzt durch bürgerschaftliches Engagement die Sammlungen und Museen im Bereich der Geisteswissenschaften der Universität Leipzig zustande gekommen.
Im 19. Jahrhundert waren auch Studenten eingeschrieben, deren Aktivitäten mehrheitlich außerhalb der Universität gelegen haben dürften. Zu denen zählten die Komponisten Robert Schumann und Richard Wagner. Beide hörten u. a. bei Wilhelm Traugott Krug. Wagner hatte die Ereignisse 1830 in Leipzig selbst erlebt. Unter dem Rektorat von Krug 1830 wurde in Leipzig die tradierte Einteilung der Universität in die Nationes aufgehoben und die Universitätsverfassung an die neue konstitutionelle Staatsverfassung angepasst. Die Akademische Gerichtsbarkeit hörte in Leipzig ebenfalls auf zu existieren. Das 19. Jahrhundert ist auch in Leipzig verbunden mit der zahlreichen Gründung studentischer Vereine bzw. Korporationen. So geht beispielsweise der Klassisch-Philologische Verein auf Friedrich Nietzsche zurück, der einer der Mitgründer dessen war. Selbst die Musik Richard Wagners führte an deutschen Hochschulen zu einer Gründung eines Verbandes akademischer Richard-Wagner Vereine. Leipzig hatte auch einen solchen Verein. Der Vollständigkeit halber ist zu sagen, dass mit dem Wendischen Prediger-Collegium schon 1716 die erste studentische Verbindung in Leipzig gegründet wurde. Es blieb im 18. Jahrhundert nicht nur bei dieser.
Die Ereignisse, die schließlich in die Völkerschlacht bei Leipzig mündeten, brachten eine Verbürgerlichung der Gesellschaft mit sich. Die Rolle der traditionellen genossenschaftlich-akademischen Korporation an der Universität wurde zunehmend infrage gestellt. Die Karlsbader Beschlüsse von 1819 und die Revolution von 1830 in Sachsen, aber auch der gescheiterte Frankfurter Wachensturm von 1833 brachten auch Repressionen und Verbote für die Verbindungen mit sich. Selbst ein Robert Schumann findet sich in einer Liste, die auf Verfolgungsmaßnahmen schließen lässt. Es entstand ein Bedarf an größeren und moderneren Räumlichkeiten, und so wurde 1836 am Augustusplatz das von Albert Geutebrück entworfene neue Hauptgebäude, das Augusteum, das eine Fassade nach einem Entwurf Karl Friedrich Schinkels trug, eingeweiht. Eine Gruppe von Professoren um Moritz Wilhelm Drobisch der Universität gründete mit Zustimmung des sächsischen Innenministers Johann Paul von Falkenstein 1846 im Gedenken an den 200sten Geburtstag von Gottfried Wilhelm Leibniz die Königlich Sächsische Gesellschaft der Wissenschaften. 1848, während der Märzrevolution, beteiligten sich sowohl Professoren als auch Studenten an Demonstrationen und am Barrikadenbau. In der Folge mussten einige Professoren die Hochschule verlassen. Das waren der Germanist Moriz Haupt, der Rechts- und Althistoriker Theodor Mommsen und der Klassische Archäologe Otto Jahn. Am 9. Juli 1860 kam es zum letzten Auszug der Studenten, einem Instrument, dessen sich die Studentenschaft in den vorangegangenen Jahrhunderten mehrfach im Streit mit der Stadt bedient hatte. Weil ein Corpsbursche durch die Bürgergarde arrestiert und misshandelt worden war, zogen nach einer Studentenversammlung im Hotel de Saxe 500 Studenten nach den Dörfern Gohlis, Möckern und Wahren. Aus Geldmangel kehrten die Studenten allerdings schon am zweiten Tag zurück. 1891 wurde die von Arwed Roßbach aufgeführte neue Universitätsbibliothek Bibliotheca Albertina eingeweiht. Wenige Jahre später wurde unter seiner Leitung der Universitätskomplex einschließlich der Fassade der Universitätskirche am Augustusplatz umgebaut. Zu bemerken ist dabei, dass bei den Ausgestaltungen der Fassaden ebenso wie der Innenräume namhafte Künstler tätig waren wie Max Klinger, Josef Mágr bzw. Johannes Hartmann.
In der zweiten Jahrhunderthälfte kam es zu einer Verfachlichung der akademischen Lehre und damit zu völlig neuen wissenschaftlichen Disziplinen innerhalb der Fakultäten, insbesondere der Philosophischen ebenso wie zu einer Institutionalisierung. So zum Beispiel wurde durch Richard Lepsius in Leipzig die Ägyptologie begründet. Professuren in der Geschichtswissenschaft erfuhren eine Spezialisierung. So kam es zum Beispiel zur 1877 Einrichtung eines Lehrstuhles für Mittlere- und Neuere Geschichte unter Carl von Noorden und zur Gründung eines Historischen Seminars. Johannes Overbeck wurde erster Professor am 1874 neu geschaffenen Seminar für Klassische Archäologie in Leipzig, der zudem Begründer der Abgusssammlung war. In diesen Prozess sind auch die Historischen Hilfswissenschaften einzuordnen, in deren Zusammenhang an Heinrich Wuttke erinnert werden kann, dessen Lehrstuhl durch Noorden in den für Mittlere und Neuere Geschichte umgewandelt wurde. Auch das Fach Geographie an der Universität Leipzig mit dem ersten Vertreter Oscar Ferdinand Peschel begann in dieser Zeit. Einer der bedeutenden Vertreter der Geographie Leipzigs war Friedrich Ratzel. Mit Wilhelm Wundt ist auch an das 1879 gegründete Institut für experimentelle Psychologie zu erinnern. Für Carl Ludwig und Paul Flechsig gilt das ebenso. Im Jahr 1873 übernahm Anton Springer den neu gegründeten Lehrstuhl für Kunstgeschichte.
Das Jahr 1870 blieb auch für die Leipziger Studentenschaft nicht ohne Folgen, denn in den Deutsch-Französischen Krieg zogen laut Wilhelm Bruchmüller 400 Studenten, von denen 55 nicht wieder zurückkehrten.

### Die Universität bis zum Ende der Weimarer Republik

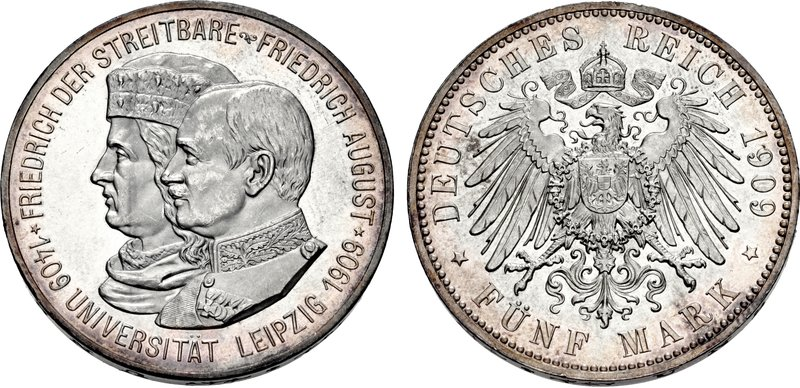
5 Mark 1909 E, Prägung anlässlich der 500-Jahr-Feier der Universität Leipzig, Münzstätte Muldenhütten

Zu den innovativsten und zugleich umstrittensten Leipziger Hochschullehrern dieser Zeit gehörte der Historiker Karl Lamprecht, mit dem sich nicht nur der Methodenstreit in der Geschichtswissenschaft verbindet. Auch als Wissenschaftsorganisator machte er sich einen Namen, wenn er auch viele seiner Vorstellungen nicht umzusetzen vermochte. So wurde in Leipzig auf seine Initiative hin eine akademische Auskunftsstelle eingerichtet. Hauptsächlich ist er zu nennen in Verbindung mit der Gründung des Institut für Kultur- und Universalgeschichte im Jahre 1909. Zu erwähnen sind hierbei auch der Chemiker der Physikalischen Chemie Wilhelm Ostwald und der Physiker Werner Heisenberg und dessen Quantenmechanik, die für ihre Leistungen den Nobelpreis erhielten. 1942 kam es im Physikalischen Institut zum ersten atomaren Zwischenfall der Geschichte.
Mit den Namen Hermann Kuhr und Hermann Altrock verbindet sich der Aufbau und die vollzogene Institutionalisierung der Sportwissenschaft in Leipzig mit der Gründung des Instituts für Leibesübungen. Die Deutsche Hochschule für Körperkultur (DHfK) hatte hier letztlich ihre institutionellen Wurzeln.
Durch eine Reform der Lehrerbildung im Freistaat Sachsen wurde die Lehrerbildung 1923/1925 auch mit ihren praktischen Anteilen über ein Pädagogisches Institut (Volksschullehrer, Leiter: Hans Volkelt) und ein Institut für praktische Pädagogik (höheres Lehramt, Leiter: Ernst Boehm) an die Universität angegliedert.
Nachdem bereits 1923 die (vormals Königliche Sächsische) Tierärztliche Hochschule aus Dresden nach Leipzig übergesiedelt und als Veterinärmedizinische Fakultät in die Universität aufgenommen worden war, kam es 1942/1943 zur Gründung der Reichsanstalt für Vitaminprüfung und Vitaminforschung auf dem Campus der Veterinärmedizinischen Fakultät.
In der ersten Hälfte des 20. Jahrhunderts zeigte sich die rechts-konservative Einstellung vieler Studenten und Professoren: Das ist nicht zuletzt daran festzumachen, dass viele, wenn nicht gar die Mehrzahl der Studenten, die freiwillig in den Ersten Weltkrieg zogen, in studentischen Korporationen organisiert waren. Der Deutsch-Amerikaner Caspar René Gregory war mit 68 Jahren der älteste Kriegsfreiwillige des deutschen Heeres. Im Zuge der Novemberrevolution entfernten Studenten auf Anordnung des Rektors rote Flaggen auf dem Hauptgebäude und hissten die Fahne des Adelshauses der Wettiner. Während des Kapp-Putsches besetzte das Zeitfreiwilligenregiment Leipzig, das zu etwa einem Drittel aus korporierten Studenten bestand, die Innenstadt und schoss auf Putschgegner. Bei den Kämpfen im Jahr 1920 fanden zwei Studenten des Leipziger Zeitfreiwilligenregimentes den Tod. Das waren Karl Ernst Siebers von der Landsmannschaft Grimensia Leipzig und Karl Köhler von der Turnerschaft Variscia Leipzig. Der 1396 im Ersten Weltkrieg gefallenen Studenten und Hochschullehrer wurde mit einem 1924 eingeweihten Kriegerdenkmal gedacht. Es ist das im Neuen Augusteum befindliche Löwendenkmal der Universität Leipzig. Die Gedenkreden zur Einweihung des Denkmals 1924 hielten der Ägyptologe Georg Steindorff und der Klassische Archäologe Franz Studniczka. Beides waren herausragende Vertreter ihrer Disziplin. Für Walter Müller-Seidel war die „Universität Leipzig zwischen den Kriegen eine der ersten Universitäten Deutschlands“.

### Im Nationalsozialismus
Bereits 1931 gewann der Nationalsozialistische Studentenbund (NSDStB) die Wahlen zum Allgemeinen Studentenausschuss. Im November 1933 unterschrieben über 100 Professoren einen Aufruf zur Wahl Adolf Hitlers, der Rektor Arthur Golf beteiligte sich an der Großkundgebung dazu.
Nach der nationalsozialistischen „Machtergreifung“ wurden 53 Angehörige des Lehrkörpers (13,3 %) aus rassistischen oder politischen Gründen vertrieben. Der Dermatologe Ludwig Friedheim, der Judaist Lazar Gulkowitsch, die Historiker Siegmund Hellmann und Georg Sacke sowie der Lektor Tibor Szalai wurden Opfer nationalsozialistischer Vernichtungspolitik. Der Romanist Wilhelm Friedmann beging nach der Verhaftung durch die Gestapo Suizid. Weitere Opfer nationalsozialistischer Verfolgung waren u. a. Margarete Bothe und Alfred Menzel. Menzel entging dem Tod durch Flucht. Weiterhin kam es in diesem Zusammenhang zu zahlreichen Aberkennungen von Doktorgraden. Genannt sei hier auch Siegfried Rosenbaum, der wegen seiner jüdischen Abstammung und des sog. Judenboykotts vom 1. April 1933 aus der Universitätskinderklinik ausgeschieden war und nach Palästina auswanderte. Insgesamt waren 36 jüdische Ärzte am Universitätsklinikum betroffen, an die 36 Stolpersteine seit 2017 erinnern. Zu den Professoren, die aufgrund ihrer kritischen Haltung zum Nationalsozialismus vertrieben wurden, gehörten der Historiker Walter Goetz und der Pädagoge Theodor Litt. Mit der Vertreibung von Goetz und Alfred Doren endete in Leipzig die mit Georg Voigt begründete Humanismusforschung unter dem Einfluss der Kulturgeschichte Karl Lamprechts und des Renaissancismus.
Mit der Machtergreifung der Nationalsozialisten kam es auch in Leipzig für das Verbindungswesen zu gravierenden Umbrüchen. So wurde an der Universität gemäß dem Führerprinzip das Amt für Kameradschaftserziehung eingeführt. Die Verbindungen wandelten sich in der Folge zu Kameradschaften. Nach Ausbruch des Zweiten Weltkrieges gehörte diese Hochschule zu den vier „großdeutschen“ Universitäten, die weiterhin unterrichten durften.
Die Universitätsmedizin in Leipzig, insbesondere die Kindermedizin, war beteiligt an Maßnahmen der nationalsozialistischen „Euthanasie“. Die Leiter der Universitätskinderklinik Werner Catel und Erich Häßler sind in diesem Zusammenhang ebenso zu nennen, wie die Landesheil- und Pflegeanstalt Leipzig-Dösen bzw. das Kinderkrankenhaus (Leipzig). Zu bemerken ist auch die Tatsache, dass an sächsischen Hochschulen einschließlich der Leipziger Universität Nazigrößen als Ehrendoktoren (Dr. h. c.) geführt werden, ohne dass ihnen dieser Titel jemals aberkannt worden wäre. Zu denen gehörte u. a. Adolf Bartels.
Ohne Frage haben die Weltkriege bedeutenden Einfluss auf die Entwicklung der 1806 in Leipzig begründeten Orthopädie. Hinsichtlich der Medizin an der Universität Leipzig sei hier stellvertretend an Adolf von Strümpell, Carl Thiersch, Paul Flechsig und Friedrich Trendelenburg erinnert.
Ab Oktober 1943 erfolgten verstärkt Luftangriffe auf Leipzig. Bei dem schweren Angriff vom 4. Dezember 1943 wurden von den 92 Instituten der Universität 58 ganz oder teilweise zerstört. Auch die seit dem Ende des 18. Jahrhunderts bestehende Sternwarte und das Johanneum wurden getroffen, wo bedeutende Teile der archäologischen Sammlung verloren gingen. Zudem ging das Wandbild Die Blüte Griechenlands in der Aula von Max Klinger verloren. Dem ersten Universitätsarchivar Richard Walter Franke ist zu verdanken, dass es keine größeren Verluste an Akten gab, weil er bereits ab 1937 für deren Auslagerung sorgte und diese so der Zerstörung entgingen. Dadurch blieben auch die wertvollen alten Urkundensammlungen von Bruno Stübel und Friedrich Zarncke erhalten. Hinzuweisen ist auch auf die 1909 erschienene Matrikeledition von Georg Erler. Diese fand ihre Fortsetzung für die Jahre 1809 bis 1909 durch Gerald Wiemers und Jens Blecher.

### Karl-Marx-Universität

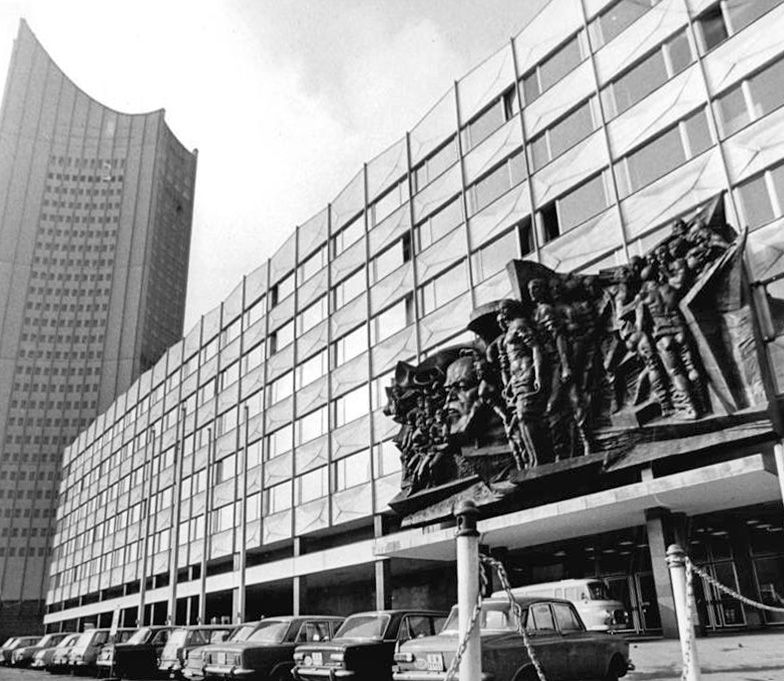
Das Hauptgebäude der Karl-Marx-Universität Leipzig im Jahr 1975 mit dem Bronzerelief Aufbruch über dem Eingang. Im Hintergrund das ehemalige Uni-Hochhaus.

Bei Kriegsende waren durch die Luftangriffe auf Leipzig 60 % aller Gebäude und 70 % aller Bücher vernichtet. Am 5. Februar 1946 fand die Wiedereröffnung der Universität unter dem Rektorat des Klassischen Archäologen Bernhard Schweitzer statt. Auch die Universität Leipzig war von der Zentralisierung der gesellschaftlichen Institutionen in der Sowjetischen Besatzungszone und der DDR betroffen. Das galt auch für die Sächsische Akademie der Wissenschaften, die ohne eine gewisse Anpassung sicher nicht überlebensfähig gewesen wäre. 1948 wurden der frei gewählte Studentenrat aufgelöst und die Mitglieder durch FDJ-Mitglieder ersetzt. Der Vorsitzende des Studentenrates, Wolfgang Natonek, und weitere Mitglieder wurden verhaftet und von sowjetischen Militärgerichten verurteilt. Aber die Hochschule war auch Keimzelle des Widerstandes. So setzte sich die Belter-Gruppe mit Flugblättern für freie Wahlen ein. Der Kopf der Gruppe, Herbert Belter, bezahlte seinen Einsatz für die Demokratie mit seinem Leben und wurde 1951 in Moskau hingerichtet. Die Hochschule stand auch im Fokus des MfS der DDR.
Für die entsprechende Erziehung von Studenten aller Fachrichtungen, später auch der wissenschaftlichen Mitarbeiter der Universität, gab es ab 1951 ein „Gesellschaftswissenschaftliches Institut“, 1960 umbenannt in Institut für Marxismus-Leninismus und 1969 erweitert zur „Sektion für Marxismus-Leninismus“. Ebenfalls 1951 wurde mit dem heutigen Institut für Sorabistik (bis 1968 Sorbisches Institut) das erste und einzige sorabistische akademische Institut überhaupt gegründet. Die 1954 als Fakultät Journalistik gegründete Sektion Journalistik (auch „Rotes Kloster“ genannt) war der einzige universitäre Studiengang für Journalismus in der DDR. Diese gesellschaftswissenschaftlichen Studiengänge und Institute wurden nach der friedlichen Revolution in der DDR 1990 geschlossen.

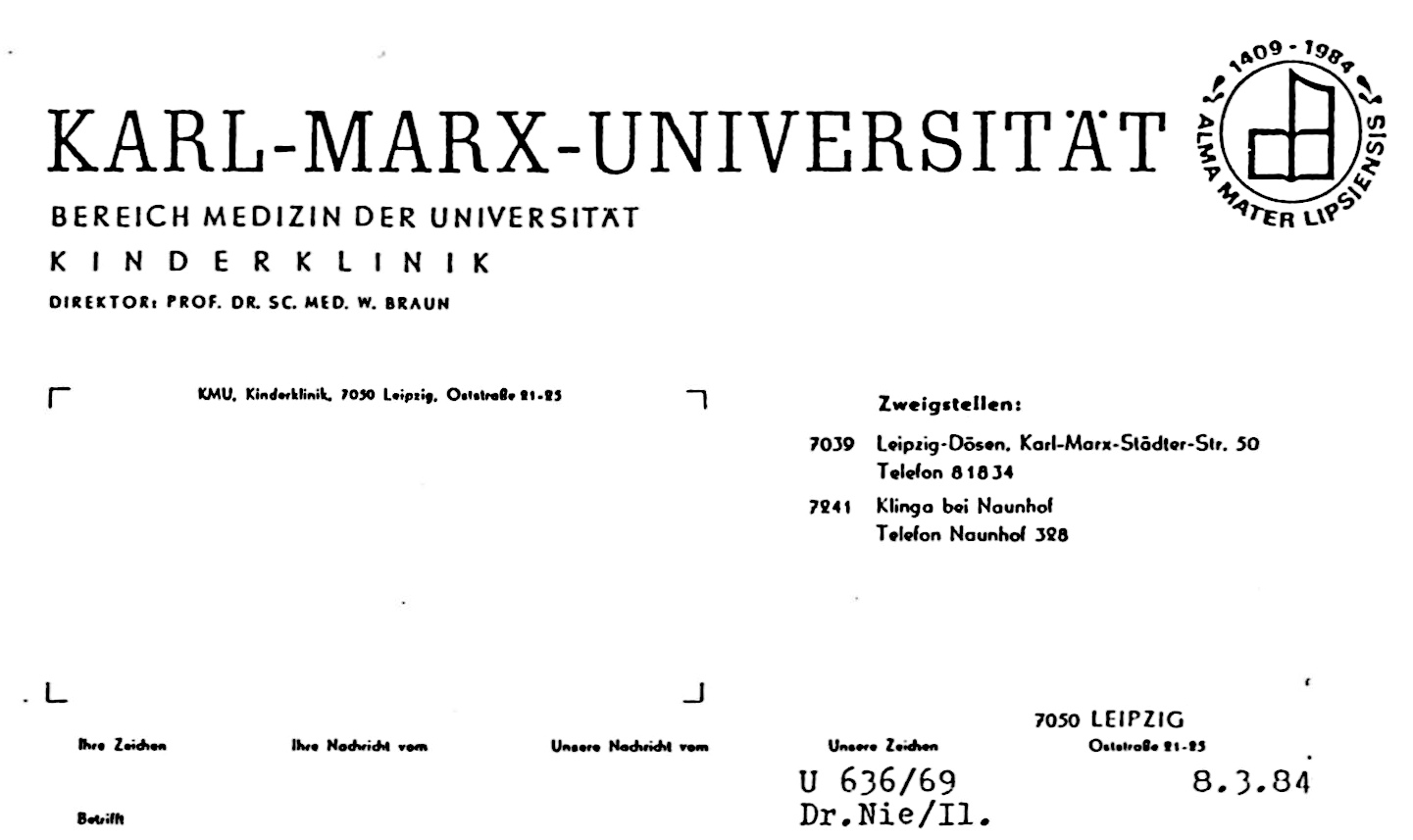
Karl-Marx-Universität Briefkopf 1984

1953 wurde die Universität von den neuen Machthabern in Karl-Marx-Universität Leipzig umbenannt. Auch in dieser Zeit lehrten noch bedeutende Lehrkräfte hier wie der Philosoph Ernst Bloch oder der Literaturwissenschaftler Hans Mayer im berühmten Hörsaal 40, die aber zusehends hinausgedrängt wurden, da sie mit dem System in Konflikt gerieten. 1968 wurden das teilbeschädigte Augusteum einschließlich Johanneum und Albertinum sowie die unversehrte Paulinerkirche unter Protesten gesprengt, um Platz für eine Neubebauung zu machen. Von 1968 bis 1972 wurde das Uni-Hochhaus in Form eines aufgeschlagenen Buches gebaut, das zum dominanten Gebäude der Universität wurde. Die weitere Umgestaltung und Bebauung des Universitätscampus folgte in den Jahren 1973 bis 1978. Das Hauptgebäude der Universität wurde ein sozialistischer Bau, über dessen Eingang das Bronzerelief Aufbruch mit Karl Marx’ Kopf angebracht wurde.
Ein geplanter Neubau eines Auditorium Maximum für die KMU kam nicht zustande. Die Universität durfte deshalb das am damaligen Karl-Marx-Platz stehende, 1981 eröffnete Gewandhaus für die jährlichen Immatrikulationsfeiern sowie für einige andere festliche Veranstaltungen nutzen.
Werner Tübke malte 1970 bis 1973 das Bild für die Universität Arbeiterklasse und Intelligenz. Seit 2015 befindet sich dieses Werk im Hörsaalgebäude ebenso wie das von Reinhard Minkewitz geschaffene Gemälde Aufrecht stehen, mit dem an den studentischen Widerstand erinnert wurde.
Bekannt wurden u. a. die „Leipziger Schule der Sprach- und Übersetzungswissenschaft“ (Otto Kade, Albrecht Neubert, Gerd Wotjak) und das „Lehrbuch des modernen Arabisch“ (Wolfgang Reuschel, Günther Krahl), das die bis dahin gründlichste deutschsprachige Beschreibung der modernen arabischen Schriftsprache enthält und in überarbeiteter Form auch nach 1990 in vielen Auflagen, darunter auch in englischer Sprache, erschienen ist. Zu erwähnen ist auch der Historiker Walter Markov, der u. a. (gemeinsam mit dem Franzosen Albert Soboul) Bedeutendes zur Erforschung der Geschichte der Französischen Revolution beigetragen hat. Das gilt auch u. a. für Manfred Bensing, Max Steinmetz und Siegfried Hoyer hinsichtlich der Erforschung des Bauernkrieges, was nicht zuletzt im Bauernkriegspanorama von Werner Tübke seinen Ausdruck fand.
Am „Afrika-Institut“ und dem späteren Lehrbereich „Grundfragen der Nationalen Befreiungsbewegung“ studierten Hunderte von Kadern afrikanischer Befreiungsbewegungen. Sie bekamen dort das Rüstzeug, um in ihrer Heimat unabhängige Nationalstaaten zu schaffen. Viele von ihnen wurden von neokolonialen Kräften umgebracht. Nach der Wiedervereinigung Deutschlands wurde die Afrikanistik in Leipzig mehrfach umstrukturiert und äußerst stark reduziert.
Seit 1948 war das Franz-Mehring-Institut für die Ausbildung von Lehrern für das marxistisch-leninistische Grundlagenstudium zuständig. Die Außenstelle des Franz-Mehring-Instituts in Berlin-Biesdorf diente ab 1970 der Schulung von Funktionären der westdeutschen Deutschen Kommunistischen Partei (DKP) in Marxismus-Leninismus.

### Nach der Wiedervereinigung

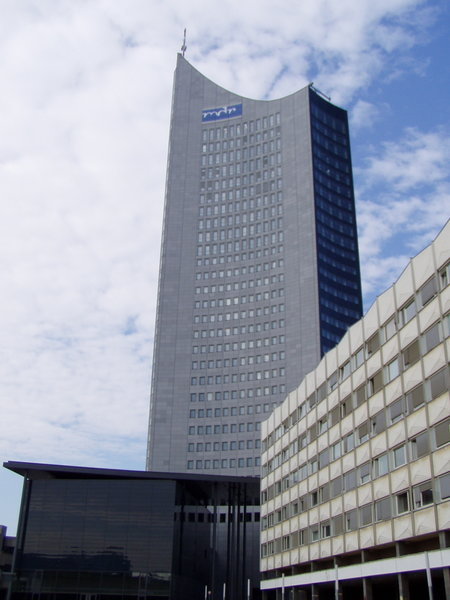
Ehemaliges Uni-Hochhaus, davor der MDR-Kubus, rechts im Vordergrund das alte Hauptgebäude der Universität vor dem Abriss und Neubau des Neuen Augusteums (2005)

Ab 1990 befand sich die Universität, die seit 1991 wieder ihren ursprünglichen Namen Alma mater lipsiensis trägt, im Umbau. 7000 von 12.000 Mitarbeitern wurden entlassen. 1992 wurde die Pädagogische Hochschule „Clara Zetkin“ (PH Leipzig) aufgelöst. Mit der Abgabe des Uni-Hochhauses an einen privaten Nutzer bezogen viele Fakultäten neue Gebäude. Am historischen Zentrum der Universität, dem Campus am Augustusplatz, verblieben neben Hörsaal- und Seminargebäude die Wirtschaftswissenschaftliche Fakultät sowie die Fakultät für Mathematik und Informatik. Der Wiederaufbau der im Krieg stark beschädigten Universitätsbibliothek, die in der DDR nur notdürftig gesichert worden war und immer mehr verfiel, wurde 2002 abgeschlossen.
Bis zum 600-jährigen Jubiläum der Universität 2009 sollte der innerstädtische Campus neu gestaltet werden. Im Jahre 2002 erhielt das Münsteraner Architektenbüro Behet + Bondzio den zweiten Preis im Architekturwettbewerb, wobei dessen Gestaltung der sensiblen Augustusplatzseite in der Öffentlichkeit höchst umstritten war. Einen ersten Preis vergab die Jury nicht. Eine Interessengruppe mit partieller Unterstützung der Landesregierung forderte den Wiederaufbau des Augusteums und der Paulinerkirche gegen den Widerstand der Universitätsführung und des größten Teils der Studenten sowie auch der Leipziger Bevölkerung, deren Meinung aber je nach Umfrage schwankte. Diese Streitigkeiten führten Anfang 2003 zu einem Eklat: Rektor Volker Bigl und die Prorektoren traten aus Protest gegen die Landesregierung zurück, nachdem sich schon vorher starke Spannungen wegen des sächsischen Hochschulvertrages über die zukünftige Hochschulfinanzierung aufgebaut hatten. Als Kompromiss konnte man sich auf die Durchführung eines zweiten Wettbewerbs, der nur die Augustusplatzfront der Universität betraf, einigen. Am 24. März 2004 entschied sich eine Jury für den Entwurf des niederländischen Architekten Erick van Egeraat, der von fast allen Seiten wohlwollend aufgenommen wurde. Er erinnert in der äußeren Form, aber stark verfremdet, an die ursprüngliche Kubatur des Gebäudekomplexes um die Paulinerkirche. Die Umbauarbeiten, die insgesamt 140 Millionen Euro kosten sollten, begannen im Sommer 2005 mit dem Bau der neuen Zentralmensa. → Abschnitt: Der neue Campus am Augustusplatz
Im Jahr 2008 konnte sich die Universität bei der Exzellenzinitiative in Deutschland durchsetzen und erhielt die Förderung als Graduiertenschule mit dem Thema BuildMoNa. Leipzig School of Natural Sciences – Building with Molecules and Nano-objects. Auch bei der sächsischen Initiative konnte sich die Uni behaupten, dort versucht sie mit dem Projekt „Life“ Volkskrankheiten besser zu erforschen. Ebenfalls 2008 wurde das Bach-Archiv zum An-Institut erklärt.

### 600-Jahr-Jubiläum und danach

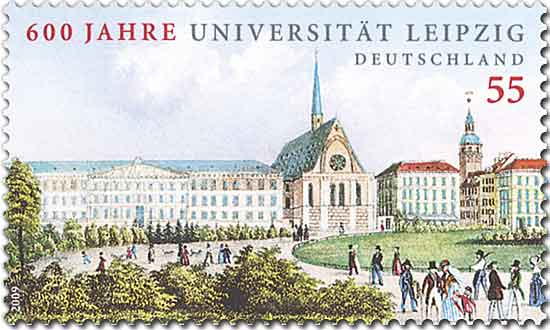
55 Cent-Sondermarke von Deutschland (2009) zum Jubiläum

600 Jahre nach ihrer Gründung beging die Universität Leipzig 2009 ein Jubiläumsjahr. Über 300 wissenschaftliche und kulturelle Veranstaltungen gehörten zum Jubiläumsprogramm. Die Ausstellung „Erleuchtung der Welt. Sachsen und der Beginn der modernen Wissenschaften“ vom 9. Juli bis 6. Dezember 2009 zeigte auf, welchen Stellenwert die universitäre Leipziger Forschung und Lehre von Beginn an bis heute in Europa hat. Ein Konzert im Gewandhaus läutete am 9. Mai 2009 die Jubiläumsfeierlichkeiten ein. Unter anderem waren auch Auszüge aus Johann Sebastian Bachs „Festmusiken zu Leipziger Universitätsfeiern“ zu hören.
Die Jubiläumsfeierlichkeiten waren begleitet von Studentenprotesten. Hunderte Studenten besetzten das Geisteswissenschaftliche Zentrum und prangerten die schlechten Studienbedingungen an: Zu wenig Lehrpersonal, Verschulung des Studiums nach Einführung der Bachelor- und Masterstudiengänge und zu wenige Wahlmöglichkeiten bei den Fächern.
Organisationen wie die Deutsche Forschungsgemeinschaft (DFG) oder die Deutsche Gesellschaft für Anästhesiologie und Intensivmedizin (DGAI) nahmen das Universitätsjubiläum zu Anlass, ihre Jahresversammlungen und -tagungen 2009 in Leipzig abzuhalten. Anfang Dezember 2009, rund um das Gründungsdatum 2. Dezember, gab es eine Festwoche.
Zusätzlich wurden zum Jubiläum eine 10-Euro-Gedenkmünze, entworfen von Dietrich Dorfstecher, sowie eine Sonderbriefmarke der Deutschen Post, entworfen von Nadine Bill, mit einer Auflage von 309 Millionen Stück herausgegeben.
2010 wurde aus diesem Anlass auch eine fünfbändige Festschrift herausgegeben. Aus diesem Anlass wurde als Festgabe auch von der Sächsischen Akademie der Wissenschaften zu Leipzig der sechste Band der Sächsischen Lebensbilder herausgegeben. Zudem erschienen Festschriften einzelner Fakultäten der Universität Leipzig wie u. a. der Theologischen Fakultät und der Juristenfakultät. Auch die Musikgeschichte der Universität wurde mit einem gesonderten Band gewürdigt.
Für das Sechshundertjährige Jubiläum gibt es eine Dokumentation. Es fand zudem ein Symposium statt, welches ebenfalls gedruckt vorliegt. 2009 erschien auch eine Sammlung der Rektoratsreden. Die Leipziger Volkszeitung veröffentlichte eine Jubiläumsbeilage.
Am 23. November 2021 wurde die Juristin Eva Inés Obergfell zur neuen Rektorin gewählt, die ihr Amt zum 1. April 2022 angetreten hat.

## Campus

### Campus Augustusplatz

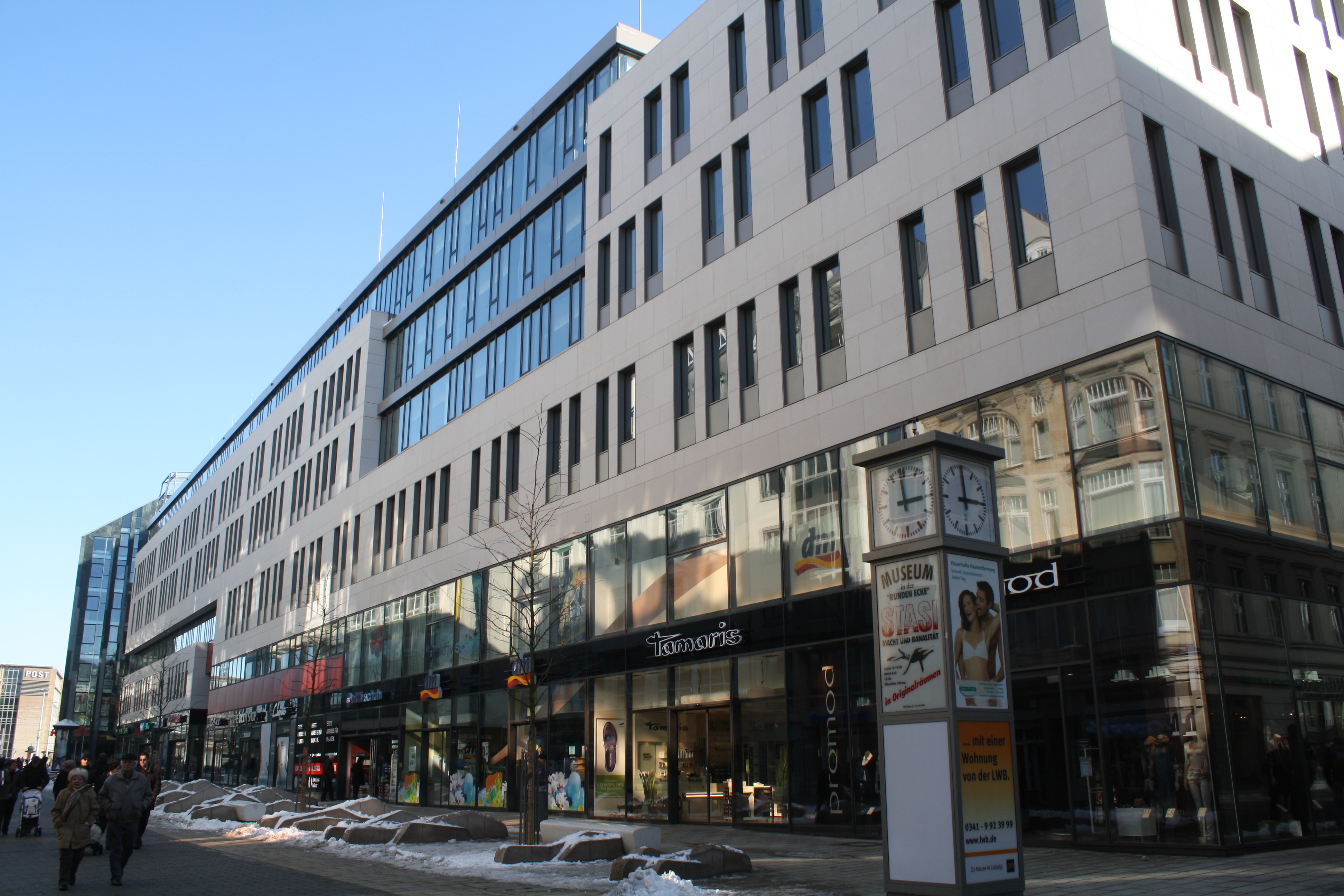
Institutsgebäude in der Grimmaischen Straße (2010)

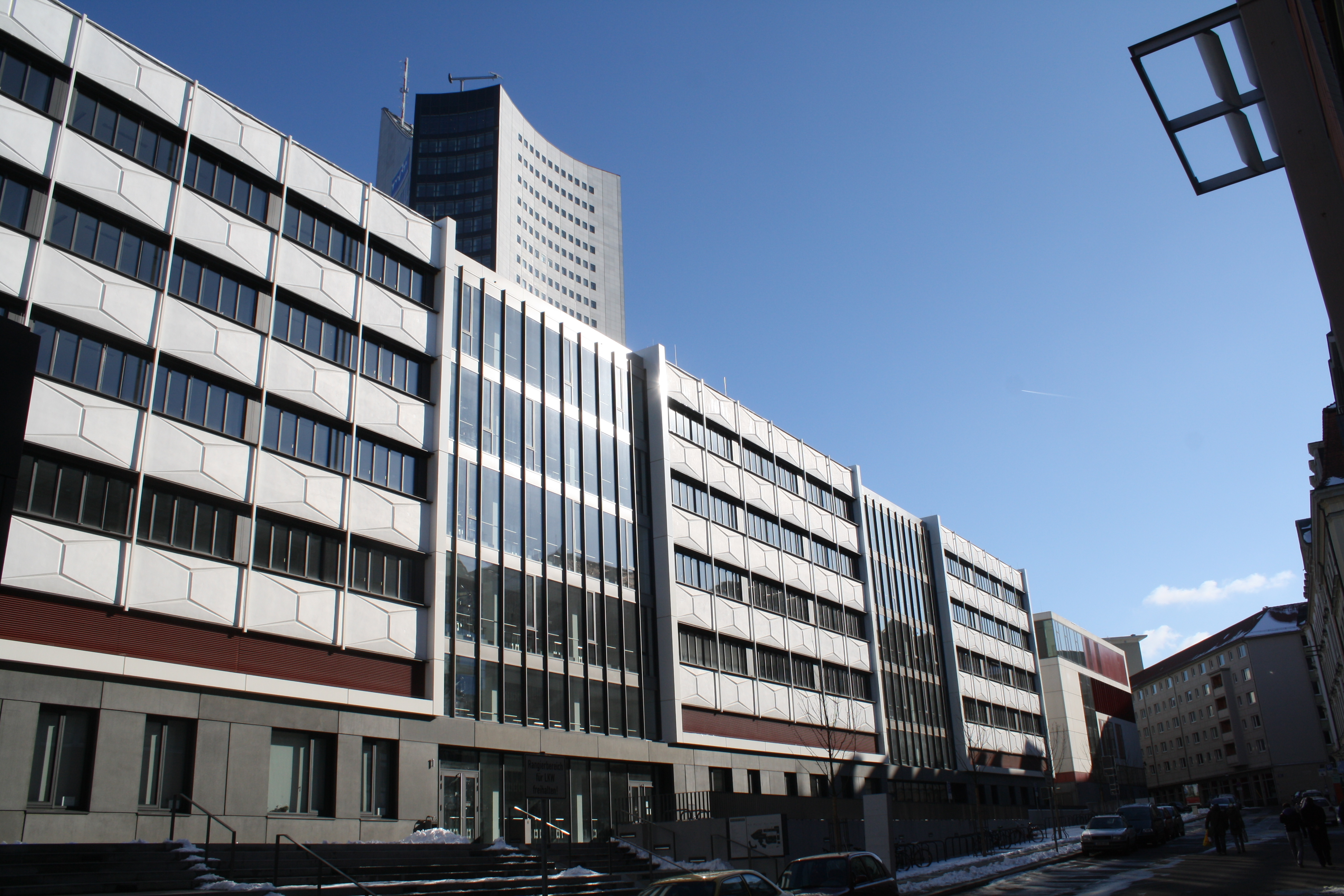
Das renovierte Seminargebäude (2010)

Das Paulinum – Aula und Universitätskirche St. Pauli wurde im Dezember 2017 eröffnet und prägt mit seiner markanten Silhouette den Augustusplatz im Leipziger Stadtzentrum. Es bildet das wiedererstandene geistige und geistliche Zentrum der Universität und ist Ort für akademische Veranstaltungen, Universitätsgottesdienste, Konzerte der Universitätsmusik und Partnerveranstaltungen. Architektonisch an die 1968 gesprengte Universitätskirche erinnernd beherbergt es zahlreiche vor der Vernichtung gerettete Kunstschätze. Im Obergeschoss befinden sich Hörsäle und Seminarräume der Fakultät für Mathematik und Informatik.
Das Neue Augusteum schließt sich südlich an das Paulinum an. Es wurde im Sommer 2012 fertiggestellt und ist heute das Hauptgebäude der Universität. Im Inneren befinden sich das Auditorium maximum der Universität, eine Galerie sowie universitäre Büro- und Lehrräume. Das Audimax verfügt über fünf Kabinen für jeweils drei Simultandolmetscher. Im Untergeschoss befindet sich zudem eine Trainingsanlage für die Ausbildung von Simultandolmetschern. Zudem ist das Neue Augusteum der Sitz der Fakultät für Mathematik und Informatik.
Das Institutsgebäude beheimatet die Wirtschaftswissenschaftliche Fakultät und entstand als kompletter Neubau in der Grimmaischen Straße. Es wurde im April 2009 fertiggestellt und ist seit dem Sommersemester 2009 in Benutzung. Das Erdgeschoss des Gebäudes wird gewerblich genutzt, hier befinden sich Ladengeschäfte.
Das Seminargebäude in der Universitätsstraße wurde in den 1970er Jahren erbaut und im Zuge der Umgestaltung des Campus bis April 2009 umfangreich saniert und umgestaltet. Die Treppenhäuser und die Gestaltung der Fassade blieben dabei erhalten Das Gebäude bietet 86 Seminarräume mit insgesamt 2600 Sitzplätzen.
Auch das Hörsaalgebäude wurde in den 1970er-Jahren erbaut und im Juni 2009 nach umfassender Sanierung wieder eröffnet. Es enthält 21 Hörsäle mit insgesamt 2600 Sitzplätzen. Im Hörsaalgebäude befindet sich auch die Campusbibliothek mit 500 Leseplätzen, die täglich rund um die Uhr geöffnet hat. Die Campusbibliothek fasst die Literatur der Wirtschaftswissenschaft, Mathematik, Informatik sowie Kommunikations- und Medienwissenschaft. Sie ergänzt das Angebot der Universitätsbibliothek Albertina in der Beethovenstraße.

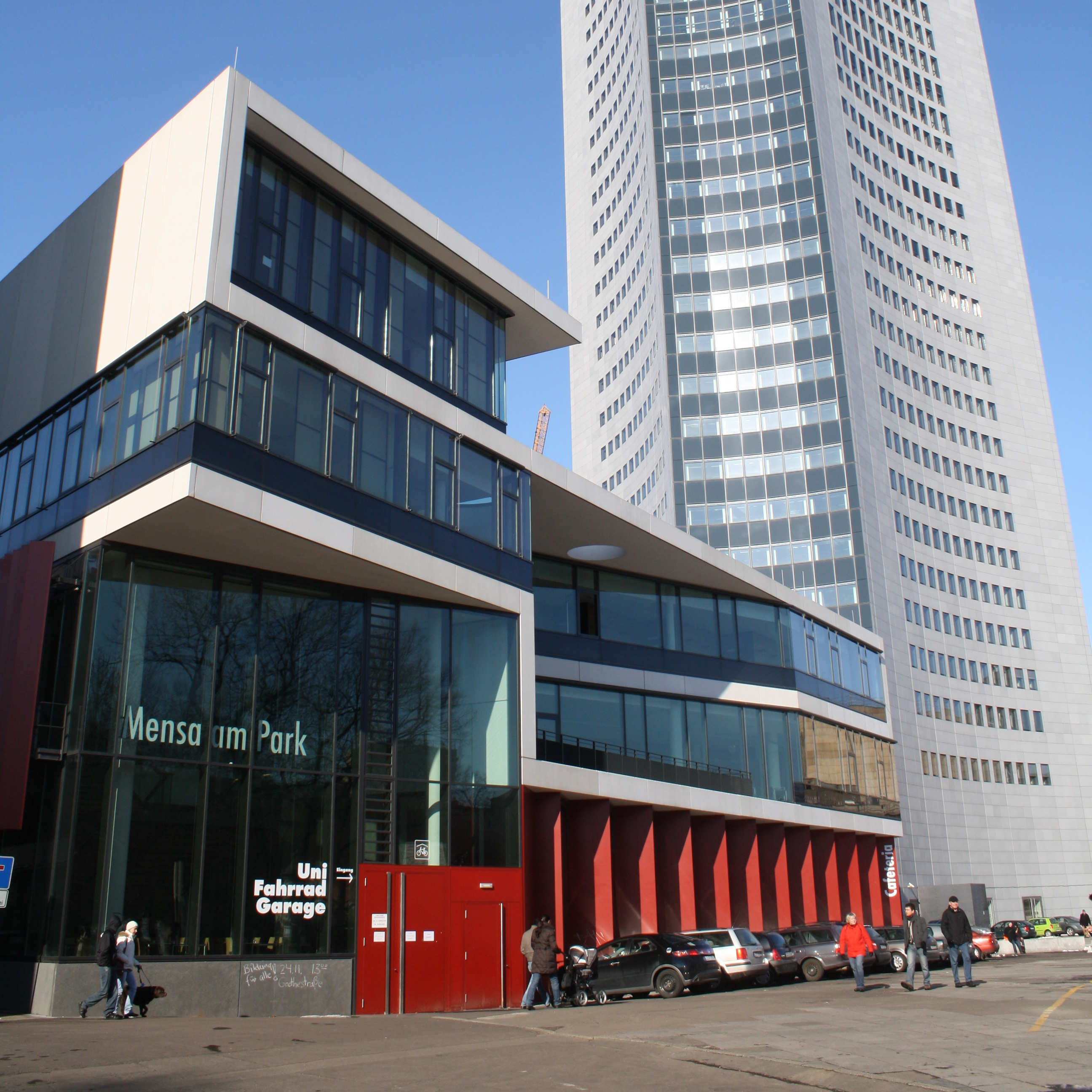
Die Mensa am Park mit City-Hochhaus (2010)

Die neue Mensa am Park in der Universitätsstraße gegenüber dem Schillerpark wurde am 29. Juni 2009 eröffnet. Sie wird vom Studentenwerk Leipzig betrieben. Über drei Ebenen sind 890 Sitzplätze verteilt. Es wird sowohl Mittag- als auch Abendessen angeboten. Zusätzlich befinden sich im oberen Teil des Gebäudes Redaktionsräume von mephisto 97.6, dem Lokalradio der Universität Leipzig, die auch über das Hörsaalgebäude zugänglich sind.
Während der Bauarbeiten für den neuen Campus Augustusplatz in der Grimmaischen Straße und der Universitätsstraße wurden die Studierenden ab 2007 übergangsweise in Interim-Gebäuden untergebracht, die auf die ganze Stadt verteilt waren. Ein großer Teil der Vorlesungen musste im Städtischen Kaufhaus in der Universitätsstraße sowie in Hörsälen der Medizinischen Fakultät stattfinden. Für Seminare wurde unter anderem das Bürogebäude Am Brühl 34–50 angemietet. Das Interim der Zentralmensa befand sich in der Katharinenstraße 15. Die Verträge mit dem Städtischen Kaufhaus und für das Brühl-Gebäude endeten nach der Fertigstellung des Seminar- und Hörsaalgebäudes.

### Geisteswissenschaftliches Zentrum

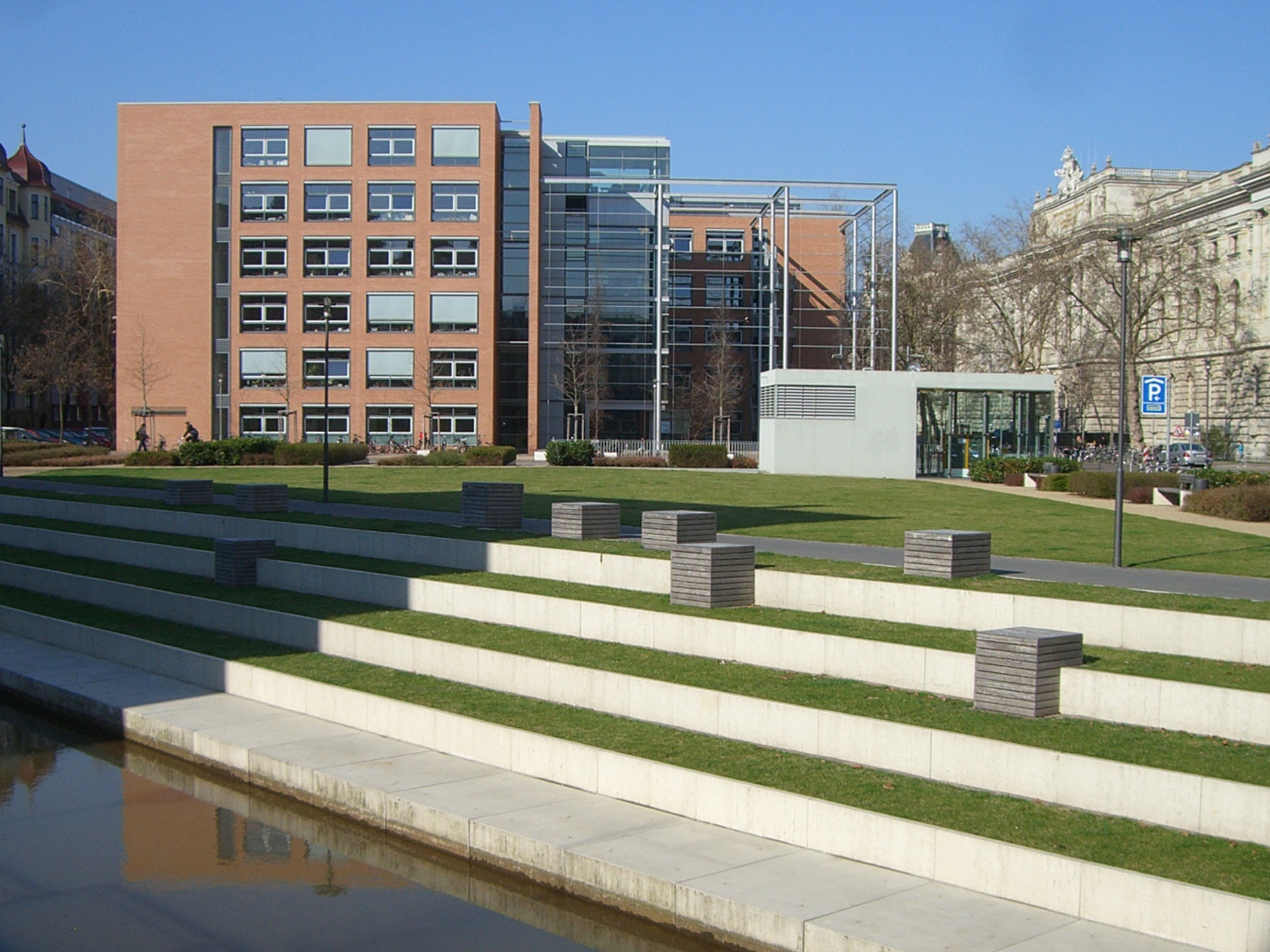
Das Geisteswissenschaftliche Zentrum (GWZ) der Universität Leipzig, rechts Bibliotheca Albertina (2010)

Rund 1,5 Kilometer vom Campus am Augustusplatz entfernt liegt gegenüber der Universitätsbibliothek in der Beethovenstraße 15 nahe dem Mendelssohn-Ufer das Geisteswissenschaftliche Zentrum (GWZ) der Universität Leipzig. Hier sind die Institute der Philologischen Fakultät, das Historische Seminar und das Institut für Afrikastudien der Fakultät für Geschichte, Kunst- und Orientwissenschaften sowie die Institute für Kulturwissenschaften, Philosophie, Politikwissenschaft und Soziologie der Fakultät für Sozialwissenschaften und Philosophie beheimatet. Bis 1944 (bzw. 1968) befand sich an dieser Stelle das 1884 eröffnete zweite Gewandhaus. Auf dem Weg vom Augustusplatz zum GWZ liegt die Mensa Peterssteinweg mit einem historischen Speisesaal.

### Campus Jahnallee
Auf dem Campus Jahnallee in Leipzig befinden sich die Sportwissenschaftliche Fakultät und das Bildungswissenschaftliche Zentrum der Erziehungswissenschaftlichen Fakultät der Universität Leipzig. Das Studentenwerk Leipzig betreibt hier außerdem die „Mensa und Cafeteria am Elsterbecken“. Der Gebäudekomplex der Sportwissenschaftlichen Fakultät stellt ein bedeutendes Architekturdenkmal der 1950er Jahre dar und beheimatet neben Hörsälen, Seminarräumen und Büros auch zahlreiche Sport- und Schwimmhallen. Das Bildungswissenschaftliche Zentrum ist ein Neubau, der 2018 eröffnet wurde. Es umfasst einen Hörsaal mit 350 Plätzen, die Bibliothek Erziehungs- und Sportwissenschaft der Universitätsbibliothek Leipzig, die Räumlichkeiten des Instituts für Förderpädagogik sowie eine integrative Forschungs- und Lehrkindertagesstätte. Am Campus Jahnallee veranstaltet der StudentInnenRat der Universität Leipzig jährlich das Campusfest Leipzig. 2008 wurde das alte Bronzerelief Aufbruch zusammen mit einer zeitkritischen Texttafel wiederaufgestellt.

### Naturwissenschaftliche Fakultäten
In unmittelbarer Nähe zum Leipziger Friedenspark und dem Universitätsklinikum Leipzig befinden sich zahlreiche naturwissenschaftliche Fakultäten. Neben der Fakultät für Chemie, die in einem 1999 neu errichteten Komplex untergebracht ist, befindet sich auch die Fakultät für Physik und Geowissenschaften auf dem Gelände zwischen Johannisallee und Linnéstraße. In der Nähe gibt es außerdem zahlreiche Studentenwohnheime des Studentenwerkes Leipzig und eine Mensa.

## Gliederung
An der Spitze der Universität Leipzig steht das Rektorat. Der Vorsitzende ist der Rektor. Zum Rektorat gehören auch der Kanzler (Hochschule) und drei Prorektoren. Sie waren zuständig für Lehre und Studium, Forschung und wissenschaftlichen Nachwuchs und strukturelle Entwicklung.
Seit 2011 sind die Aufgaben neu verteilt. So gibt es einen Prorektor für Bildung und Internationales, einen Prorektor für Forschung und Nachwuchsförderung und einen Prorektor für Entwicklung und Transfer.

### Fakultäten

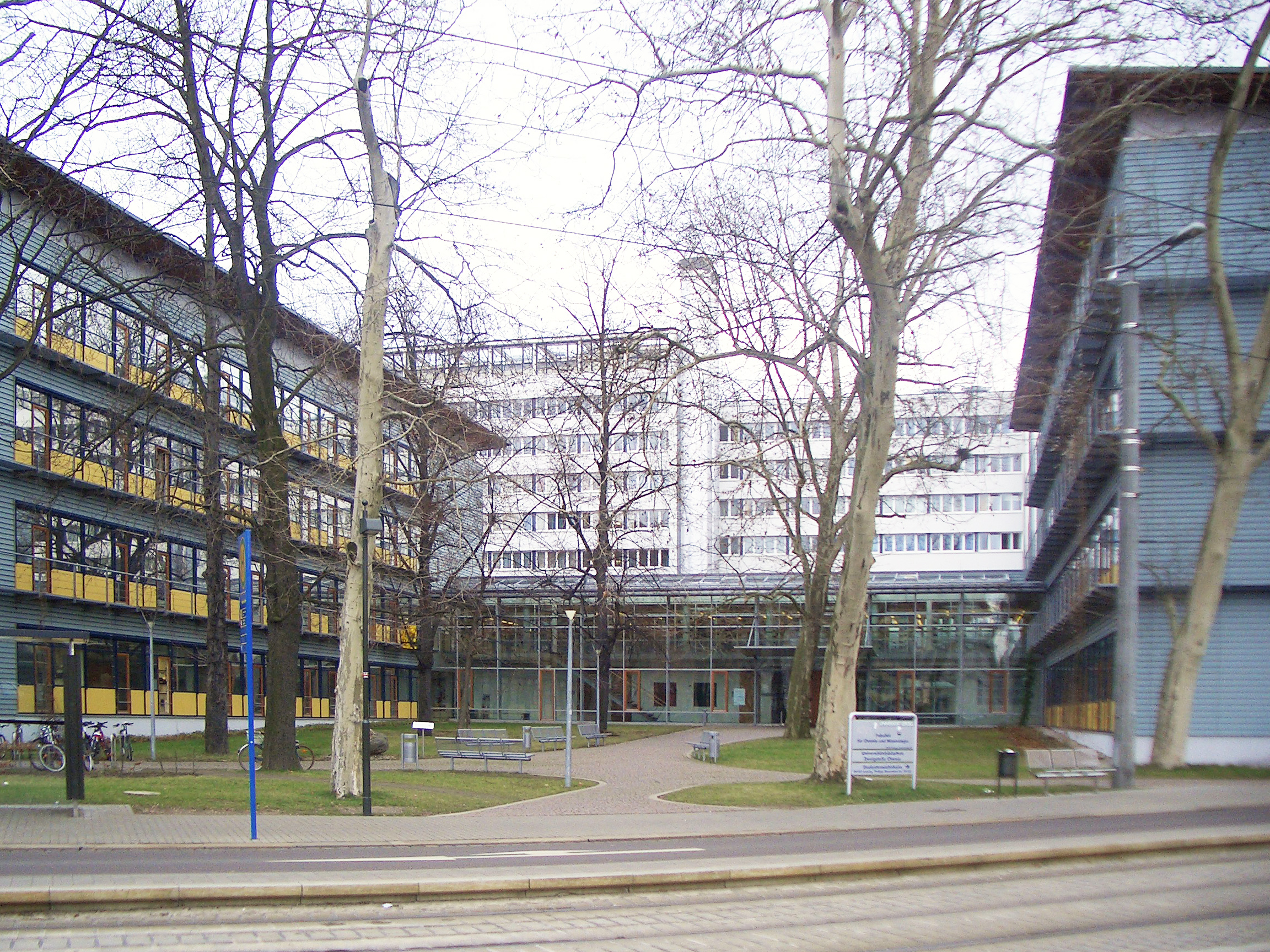
Fakultät für Chemie und Mineralogie, Johannisallee 29 (2005)

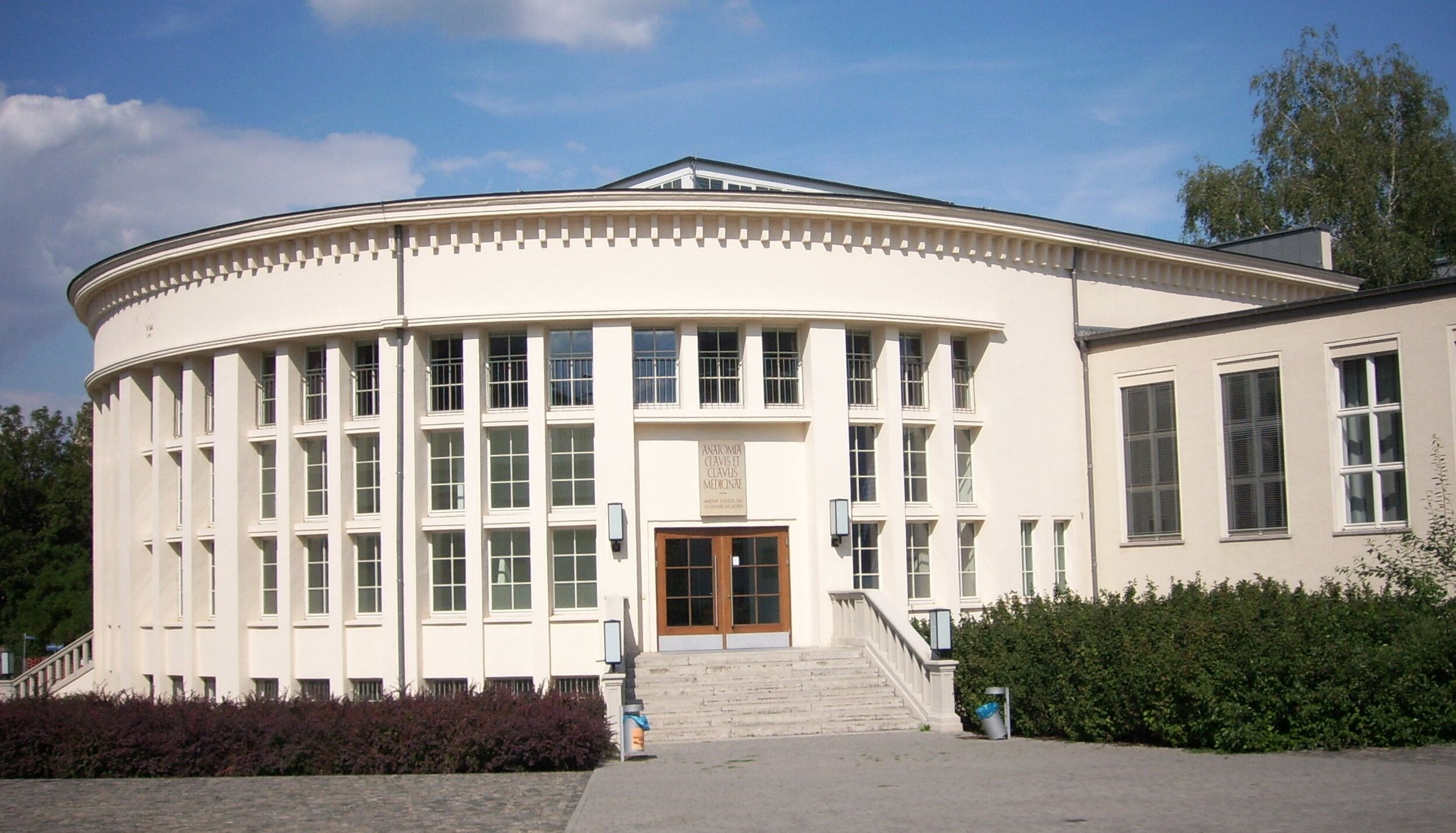
Der 1953 errichtete Anatomie-Hörsaal an der Liebigstraße (2007)

Die Universität verfügt über folgende Fakultäten:
1. Theologische Fakultät (Evangelische Theologie)
2. Juristische Fakultät
3. Fakultät für Geschichte, Kunst- und Orientwissenschaften
4. Philologische Fakultät
5. Erziehungswissenschaftliche Fakultät
6. Fakultät für Sozialwissenschaften und Philosophie
7. Wirtschaftswissenschaftliche Fakultät
8. Sportwissenschaftliche Fakultät
9. Medizinische Fakultät
10. Fakultät für Mathematik und Informatik
11. Fakultät für Lebenswissenschaften
12. Fakultät für Physik und Erdsystemwissenschaften
13. Fakultät für Chemie
14. Veterinärmedizinische Fakultät

### Zentrale Einrichtungen

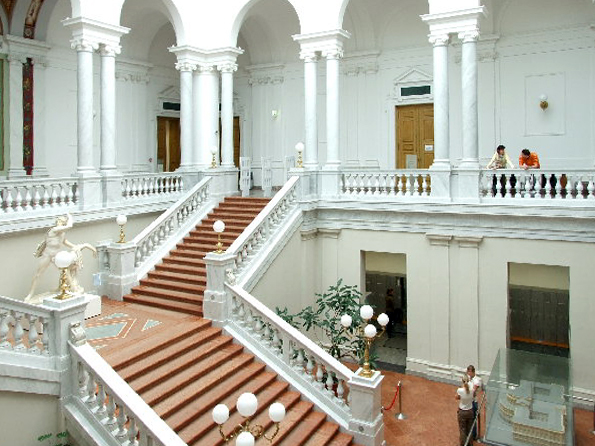
Das Treppenhaus der 1891 eingeweihten Universitätsbibliothek Albertina (2007)

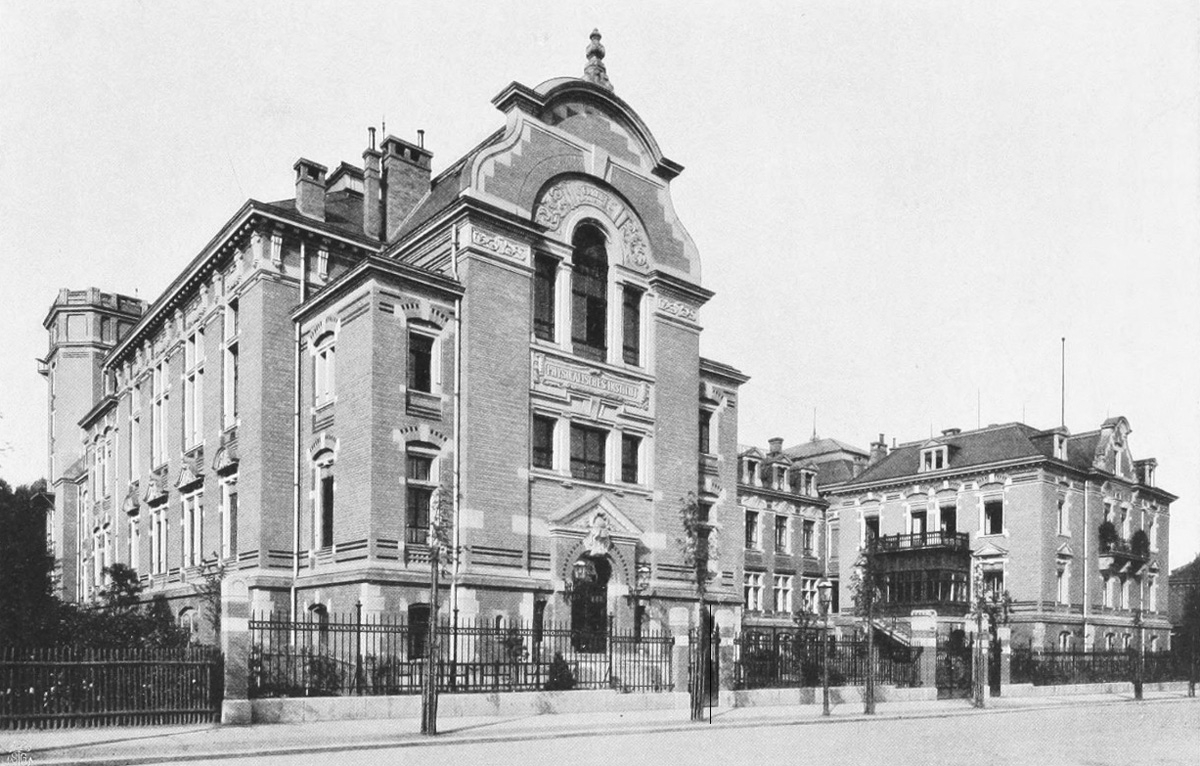
Physikalisches Institut in der Linnéstraße 5 (1909)

- Biotechnologisch-Biomedizinisches Zentrum
- Career Center
- Deutsches Literaturinstitut Leipzig
- Deutsches Zentrum für integrative Biodiversitätsforschung (iDiv) Halle-Jena-Leipzig
- Hochschuldidaktik Sachsen (HDS)
- Kustodie/Kunstsammlung der Universität Leipzig
- Graduiertenakademie Leipzig
- Research Centre Global Dynamics
- Sprachenzentrum
- Studienkolleg Sachsen
- Sächsischer Inkubator für Klinische Translation
- Universitätsarchiv
- Universitätsbibliothek Leipzig
- Leipziger Universitätsmusik
- Universitätsrechenzentrum
- Zentrum für Balkanstudien
- Zentrum für Hochschulsport
- Zentrum für Internationale Wirtschaftsbeziehungen
- Zentrum für Lehrerbildung und Schulforschung
- Zentrum für Medien und Kommunikation

## Weitere Einrichtungen

### Studentenwerk
Das Studentenwerk Leipzig kümmert sich um die soziale, wirtschaftliche und kulturelle Betreuung der Studenten der Universität Leipzig und anderer Leipziger Hochschulen. Zu den Hauptaufgaben zählen der Betrieb der Studentenwohnheime und der Mensen und Cafeterien an Hochschuleinrichtungen in Leipzig.

### Gleichstellung
Die Universität Leipzig verfügt über eine Stabsstelle Chancengleichheit, Diversität und Familie. Die Universität hat sich weiterhin erfolgreich an der zweiten Runde des Professorinnenprogramms beteiligt. Seit August 2014 wird daraus eine Professorin in der Fakultät Biowissenschaften, Pharmazie und Psychologie gefördert.

### Wissenschaftliche Weiterbildung
Zusätzlich zu den Bachelor- und Masterstudiengängen bietet die Wissenschaftliche Weiterbildung für Berufstätige und Unternehmen eine Vielzahl an Fortbildungskursen sowie berufsbegleitenden Master- und Zertifikatsstudiengängen an. Im Rahmen von digitalen Bildungsangeboten, offenen Vorlesungsreihen und Gasthörerschaften stellen Wissenschaftler der Universität Leipzig interessierten Bürgern aktuelle Forschungsprojekte vor.

### Universitätsklinikum

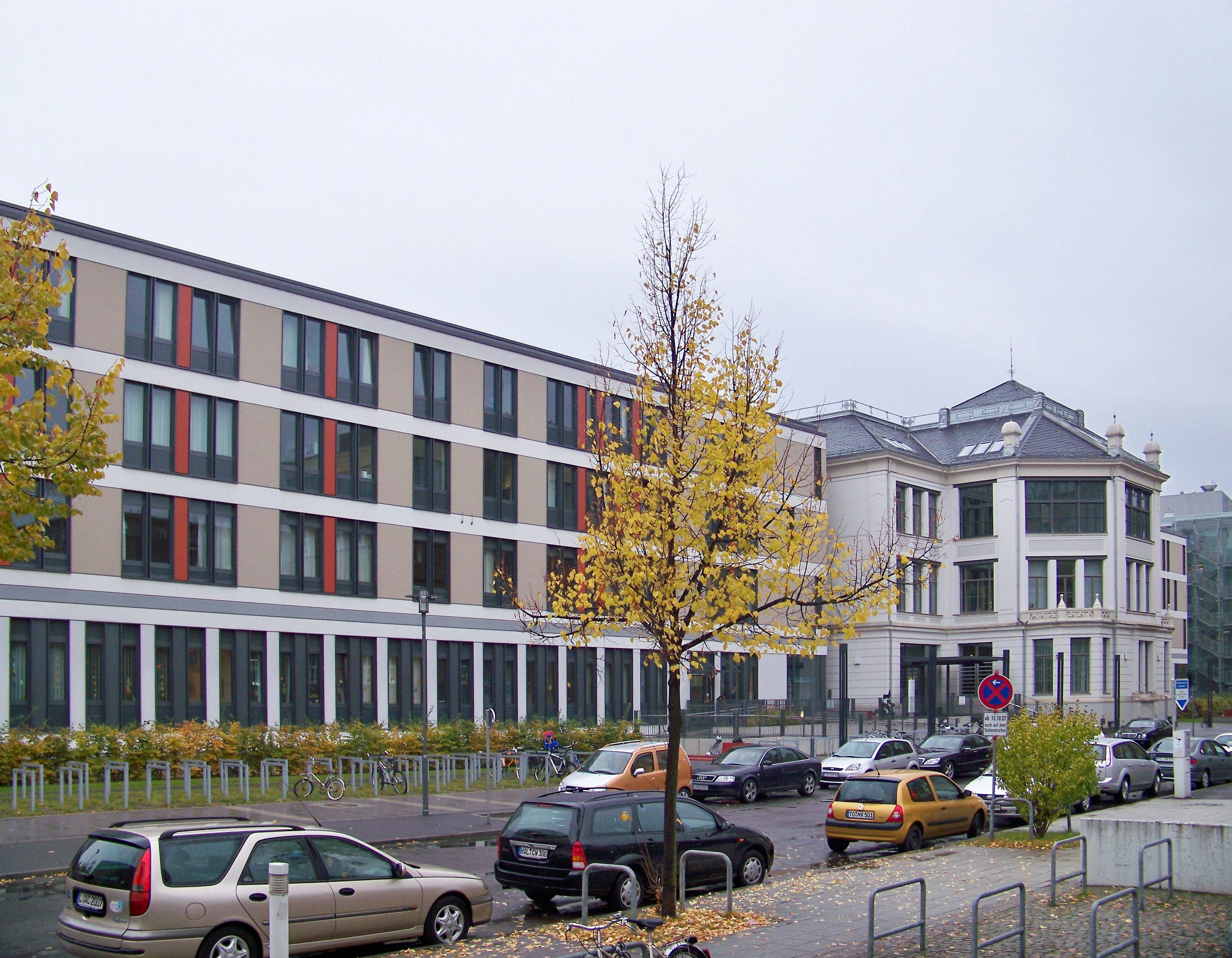
Zentrum für Frauen- und Kindermedizin des Universitätsklinikums in der Liebigstraße (2009)

Das traditionsreiche Universitätsklinikum Leipzig hat seine Wurzeln in der 1415 gegründeten medizinischen Fakultät der Universität und ist mit rund 1.300 Betten und ca. 4.300 Mitarbeitern (Fakultätsmitarbeiter eingeschlossen) in insgesamt 28 Kliniken und Polikliniken das größte Klinikum Leipzigs.

### Radio
Das Lokalradio der Universität mephisto 97.6 ist im Leipziger Raum über UKW empfangbar und wird außerdem in das Leipziger Kabelnetz eingespeist. Es befindet sich im Hörsaal-Gebäude auf dem Campus am Augustusplatz.

### Studentenverbindungen

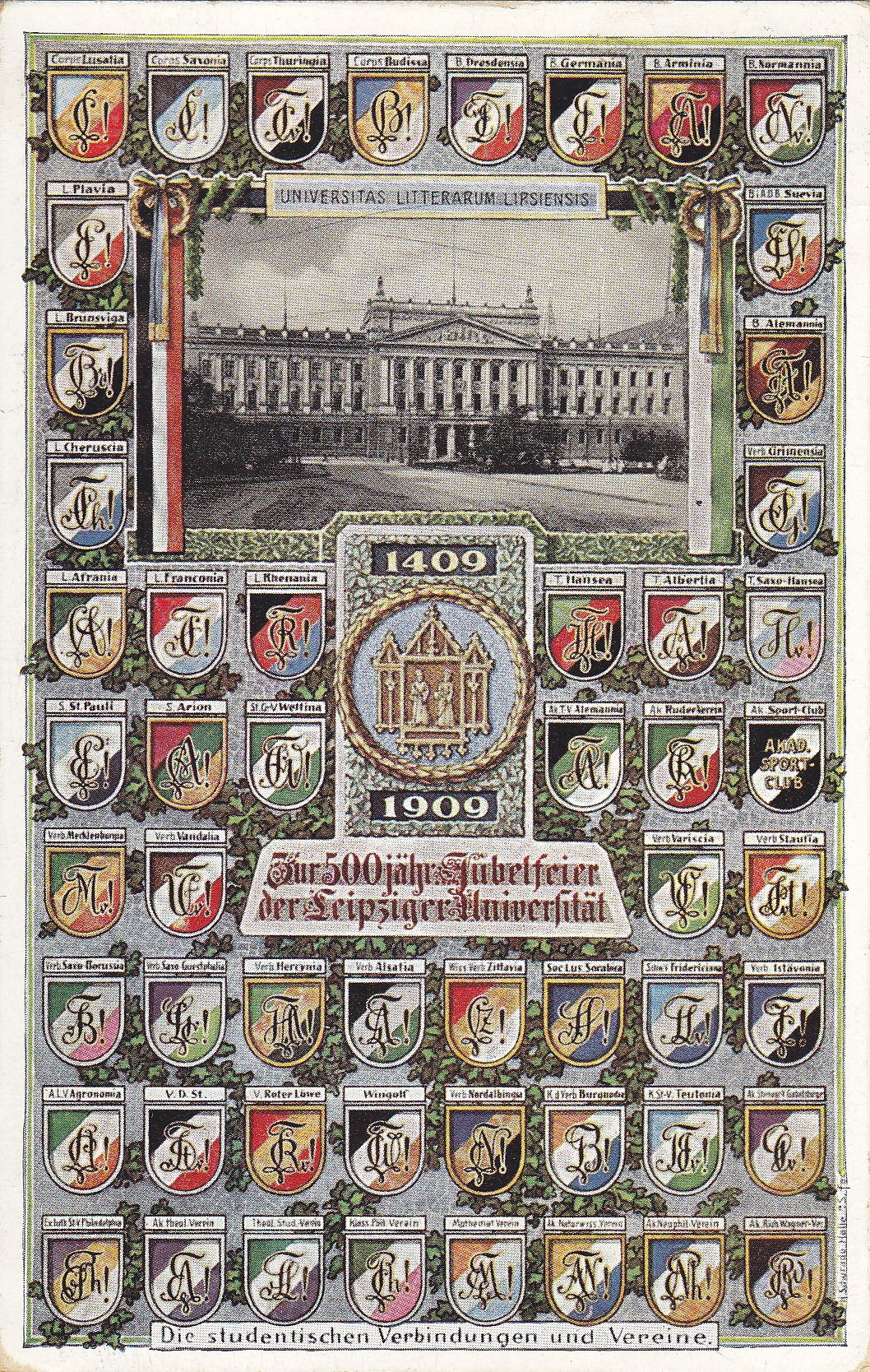
Die Leipziger Studentenverbindungen und Vereine beim 500-jährigen Universitätsjubiläum 1909

In Leipzig existieren heute 15 Studentenverbindungen verschiedener Korporationsverbände.

## Kooperationen und Mitgliedschaften
Die Universität ist an drei International Max Planck Research Schools (IMPRS) beteiligt: Neuroscience of Communication: Function, Structure, and Plasticity (zusammen mit dem Max-Planck-Institut für Kognitions- und Neurowissenschaften, dem Max-Planck-Institut für evolutionäre Anthropologie und dem Institute of Cognitive Neuroscience am University College London), Leipzig School of Human Origins (zusammen mit dem Max-Planck-Institut für Evolutionäre Anthropologie) und Mathematics in the Sciences (zusammen mit dem Max-Planck-Institut für Mathematik in den Naturwissenschaften).
Sieben An-Institute sind der Universität angegliedert: Das Albrecht-Daniel-Thaer-Institut für Agrarwissenschaften e. V. (ATI), das Bach-Archiv Leipzig, das Leibniz-Institut für Geschichte und Kultur des östlichen Europa (GWZO), das Institut für Angewandte Informatik e. V. (InfAI), das Institut für Nichtklassische Chemie e. V. (INC), das Institut für Versicherungswissenschaften e. V. (IfVW) und das Leibniz-Institut für jüdische Geschichte und Kultur – Simon-Dubnow e. V.
Im Juni 2006 wurde zwischen Universitätsleitung und Vertretern der chinesischen Botschaft die Einrichtung eines Konfuzius-Institutes in Kooperation mit der Chinesischen Volksuniversität und dem „Nationalen Büro für Chinesisch als Fremdsprache“ vereinbart. Seit 12. Oktober 2012 ist die Universität Leipzig Mitglied des Hochschulverbunds German U15, der sich aus 15 medizinführenden und forschungsstarken Mitgliedsuniversitäten aus Deutschland zusammensetzt.
Seit 2019 ist die Universität Leipzig Mitglied der europäischen Hochschulallianz ARQUS, einem Zusammenschluss der Universitäten Bergen (Norwegen), Granada (Spanien), Graz (Österreich), Lyon (Frankreich), Padua (Italien) und Vilnius (Litauen).

## Persönlichkeiten
Zwanzig namhafte Wissenschaftler, die mit der Universität Leipzig durch Studium, Forschung oder Lehre eng verbunden waren, wurden mit Nobelpreisen in den Kategorien Physik, Chemie, Medizin und Literatur geehrt.
Zu weiteren Persönlichkeiten siehe:
- Liste bekannter ehemaliger Studenten der Universität Leipzig
- Liste von Lehrern an der Universität Leipzig
- Liste der Klassischen Archäologen an der Universität Leipzig
- Professorenkatalog der Universität Leipzig
- Liste der Rektoren der Universität Leipzig
- Kategorie:Hochschullehrer (Universität Leipzig)
- Kategorie:Absolvent der Universität Leipzig